# سلاح الشرطة العسكرية (إسرائيل)
سلاح الشرطة العسكرية في جيش الدفاع الإسرائيلي (بالعبرية: العبرية: חֵיל הַמִּשְׁטָרָה הַצְּבָאִית، ويُختصر إلى مِشطرا تسفايت) هو فرع الشرطة العسكرية الذي يتبع إداريًا لمديرية القوى البشرية في وقت السلم، ولـمديرية التكنولوجيا واللوجستيات في وقت الحرب.
السلاح يعمل كوحدة لواءية من حيث الحجم، ويضم نحو 4500 عنصر. يشغل منصب القائد حالياً العميد أفيخاي مايبار. تشمل مهام السلاح ما يلي:
- تنفيذ القانون والانضباط داخل الجيش.
- حماية المنشآت العسكرية.
- إدارة سجون الجيش الإسرائيلي.
- تعقب الجنود الفارين من الخدمة.
- التحقيق في الجرائم التي يرتكبها الجنود.
- تشغيل وتفتيش الحواجز العسكرية التابعة لجيش الدفاع.

يعتمد السلاح مبدأ الاختيار في الحياة، ويعمل على التوعية بمخاطر حوادث المرور، المخدرات، الكحول، الانتحار، وسوء استخدام السلاح.[بحاجة لمصدر]
الشرطة العسكرية هي لواء يبلغ عدد أفراده نحو 4500 فرد، ويرأسها حاليا العميد أفيخاي مايبار. وهي مسؤولة عن مهام إنفاذ القانون المختلفة، بما في ذلك مساعدة قادة جيش الدفاع الإسرائيلي في فرض الانضباط، وتأمين جميع المنشآت العسكرية، وحراسة السجون العسكرية ، وتحديد مكان الهاربين ، والتحقيق في الجرائم التي يرتكبها الجنود، ومساعدة رجال نقاط التفتيش التابعة لجيش الدفاع الإسرائيلي.

### حرب يوم الغفران
في حرب يوم الغفران، لعبت الشرطة العسكرية دورًا محوريًا في التعامل مع فوضى الهجوم المفاجئ، عبر توجيه تعزيزات الاحتياط نحو مواقعها المحددة. في شبه جزيرة سيناء، واجهت القوات صعوبة حركية بسبب كثافة المركبات العسكرية، وضيق المحاور، وانعدام الإرشاد، مما أدى إلى اختناقات مرورية ميدانية. قامت وحدات الشرطة العسكرية بتنفيذ عمليات ضبط حركي في ساحة المعركة، وتوجيه تنقل الآليات بطريقة ميدانية منسقة. كما أُوكل إليها التصدي لحالات النهب، الناتجة عن الفوضى الأولية في مرحلة المباغتة.
في الجبهة الجنوبية، انخرط السلاح في عمليات ميدانية مباشرة، ضمن تشكيلات الجيش النظامية، بما في ذلك الاشتباك. كلّف الجنرال أريئيل شارون سرية الشرطة العسكرية في فرقته بمهمة إيصال الجسور المتنقلة من قواعد رفيديم ورماني يوم 15 أكتوبر. جرى إخراج كافة المركبات من الطريق بالقوة لتأمين مرور الجسور، وتم تكليف وحدة شرطية حديثة بمهام إعادة التنظيم المروري. أُنشئ معسكر أسرى مؤقت في تسا، بينما أقام عناصر تابعون لفرقة أبراهام أَدان (الفرقة 162) معسكرًا إضافيًا في البحيرة المرة الصغرى. كما أُقيم موقع أمامي في فايد عقب السيطرة عليه.
في الجبهة الشمالية، تمثلت المهام الأولى في إخلاء القواعد الأمامية ومستعمرات مرتفعات الجولان. كانت قيادة الشرطة العسكرية في الشمال بحالة استعداد تنظيمي نسبي، بسبب جدّية قائد الوحدة في التعامل مع التحذيرات، حيث جُمدت كافة إجازات الأفراد قبيل اندلاع القتال. قبل بدء المعارك، تم الشروع في إقامة معسكري أسرى مؤقتين في بيريا ومعسكر يفتاح.
مع اندلاع الحرب، شارك العديد من عناصر الشرطة العسكرية في جهود الإسناد اللوجستي، بينما أُلحِق البعض بوحدات القتال. ومع نهاية المعارك، تحركت سرية الشرطة العسكرية في الفرقة 149 – إحدى القوى المحورية في الشمال – نحو الجنوب لاستكمال جولة احتياطية قتالية في سيناء.
كُلفت وحدة التحقيقات الجنائية، بأمر من رئيس مديرية القوى البشرية، بالبحث عن المفقودين الإسرائيليين، والذين قُدّر عددهم آنذاك بـ900. شملت العملية جمع إفادات، متابعة الوسائل الإعلامية العربية لرصد أخبار الأسرى، البحث في مواقع المعارك، وتنفيذ عمليات تفتيش ميداني منهجي. استنادًا إلى صعوبة التتبع، أوصت الوحدة بتصنيع أحذية عسكرية مزودة بتجويف يسمح بتثبيت بطاقة تعريف إضافية، وهي توصية اعتُمدت لاحقًا في النظام العسكري القياسي.

## التاريخ

### التأسيس والتنظيم الأولي
يعود أصل سلاح الشرطة العسكرية في جيش الدفاع الإسرائيلي إلى منظمة شبابية يهودية شبه عسكرية تُدعى نُطريم (Notrim)، أُسست عام 1936 بموافقة سلطات الانتداب البريطاني، بخلاف منظمات غير قانونية كـالهاغاناه. هدفت إلى حماية التجمعات السكانية اليهودية خلال ثورة 1936–1939 في فلسطين.
في عام 1937، سُمح للمنظمة بالتوسع نظراً لنقص القوات البريطانية. لاحقًا، خلال الحرب العالمية الثانية، أُدمجت ضمن اللواء اليهودي، وتوسّعت في صفوف المجندين. وفي عام 1944، كلّف الضابط دانيال ليفشيتس (لاحقًا داني ماغين) بتأسيس شرطة عسكرية خاصة داخل اللواء، فشكّل النواة الأولى للسلاح بمساعدة ثلاثة رقباء.
بين 1945 و1947، طورت القيادة اليهودية هذه القوة لتصبح أساس سلاح الشرطة العسكرية، وشملت أربع وحدات: الانضباط، المرور، التحقيق، والسجون، بإجمالي 160 جنديًا. اعترف بها رسميًا بين مارس ومايو 1948 عقب تقرير لجنة ربتين، وتطبيق قانون الانضباط العسكري في الجيش الإسرائيلي.
الوحدات المرورية نظّمت حسب المناطق في المدن الكبرى (القدس، تل أبيب، حيفا)، بينما تبعت وحدات الانضباط الألوية القتالية. أُنشئ مقرّ القيادة ومعسكر التدريب في قاعدة كريات مئير بتل أبيب. عُقد أول تدريب في مايو 1948 بمشاركة 150 مجندًا، تلاه أول تدريب للنساء في أغسطس من العام نفسه.
في 13 أكتوبر 1949، تغير الاسم من "خدمة الشرطة العسكرية" إلى "سلاح الشرطة العسكرية". نُقل المقر إلى موقع قرية الشيخ مؤنس المهجّرة (رامات أبيب حالياً)، ونُقل معه معسكر التدريب.
أُسست وحدة كلاب عسكرية عام 1949، ضمّت 50 جنديًا ومئات الكلاب، درّبت للكشف عن المتفجرات والجثث والحراسة. حُلّت في 15 فبراير 1954 لنقص التمويل. تُشغّل وحدة مشابهة اليوم ضمن شرطة حرس الحدود الإسرائيلية.

### الحرب العالمية الثانية
عملت القوة الشرطية شبه العسكرية، التي سبقت تأسيس جيش الدفاع الإسرائيلي، ضمن اللواء اليهودي على الجبهة الإيطالية بين 3 مارس و25 أبريل 1945، حيث تلقت تدريبًا على تطبيق القانون العسكري وقيادة الدراجات النارية في أكاديمية بريطانية للشرطة قرب نابولي.
كُلّفت الوحدة بوضع لافتات الطرق وتنفيذ دوريات شرطة راكبة على مناطق السيطرة. عند نهاية الحرب، ضمت القوة 39 جنديًا دون احتساب قائدها، داني ماغين. كما شاركت الوحدة في تقديم المساعدة للناجين من معسكرات الاعتقال النازية، وارتداؤها شارات تتضمن نجمة داوود ساهم في رفع معنوياتهم. كذلك شاركت في التحقيق مع عناصر من الغستابو ومتهمين بجرائم حرب نازية.

### حرب 1948

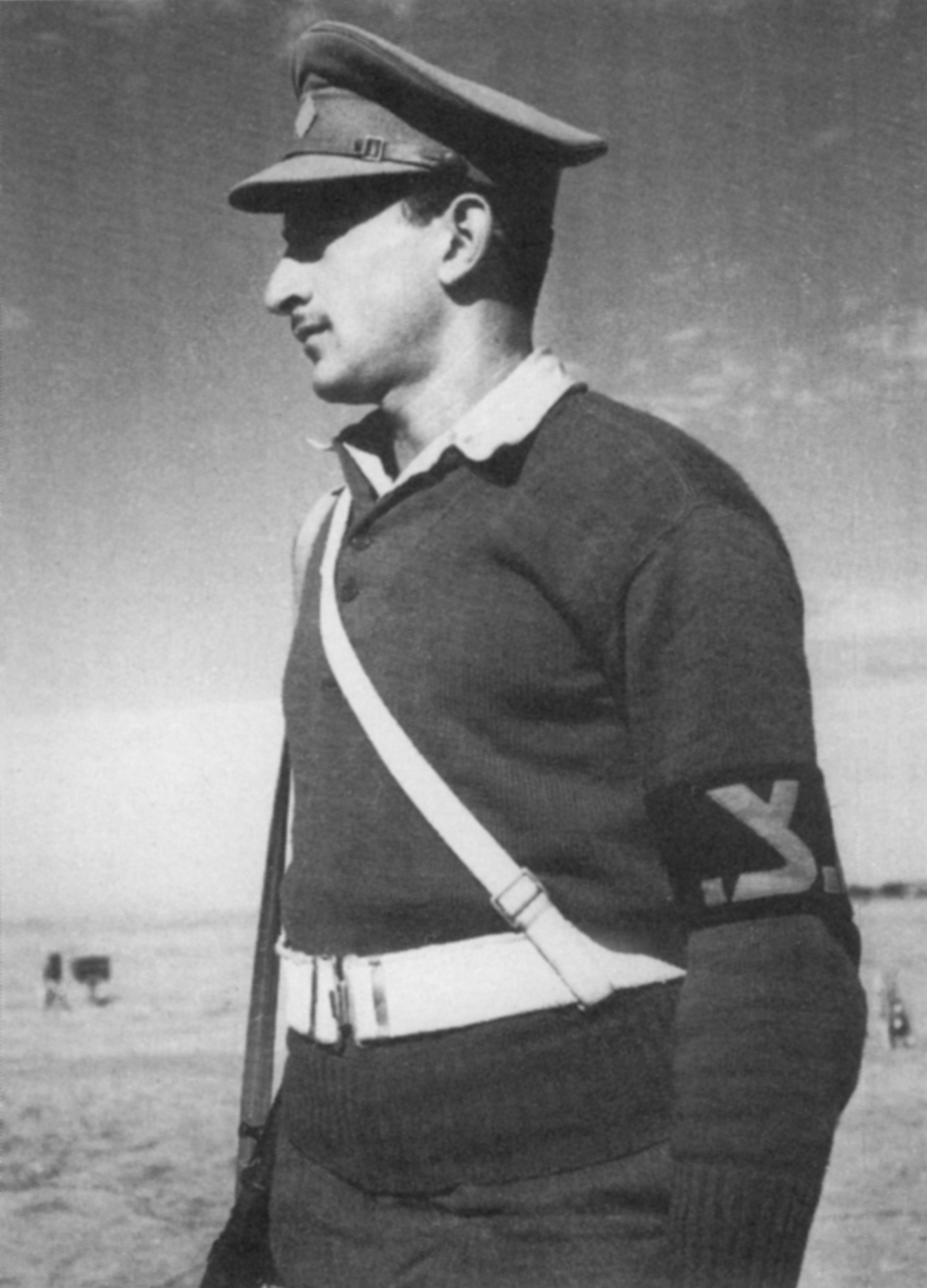
شرطي عسكري في حرب 1948

أثناء حرب 1948، أدّت الشرطة العسكرية مهامًا قتالية وأخرى داعمة. في مايو 1948، جرى تقسيم القوة حسب الجبهات الإقليمية، حيث تولّى يوسف برسمن قيادة الجبهة الشمالية، والتي ضمت 15 عنصرًا – معظمهم من نُطريم – وتمركزت في مركز الشرطة بـالعفولة، ثم نُقلت إلى الناصرة بعد السيطرة عليها.
كُلّفت القوة بتوصيل مدافع نابوليونشيك، التي لعبت دورًا في حسم عدة معارك. وفي عملية بروش، أسقط جندي من الشرطة العسكرية طائرة سورية بواسطة رشاش ستن مثبت على جيب. كما مُنحت القوة صلاحيات ضبط المدنيين، ومنع الإخلاء العشوائي لسكان الجليل، حيث أوقف برسمن حافلات المغادرين من العفولة ويفنيئيل، وأعاد الرجال، وأرسل النساء والأطفال إلى حيفا.
عقب عملية ديكل، أُرسلت الشرطة العسكرية إلى الناصرة لتطبيق الأحكام العرفية بإشراف الحاكم العسكري.
شاركت الشرطة العسكرية أيضًا في عملية شرطي، التي نُفّذت خلال الهدنة الثانية في حرب 1948، وأُظهرت كعملية ضبط قانوني داخل إسرائيل، لكنها كانت هجومًا عسكريًا ضد تمرد عربي محلي. في 24 يوليو، انسحبت القوات من عين غزال بعد وصول التعزيزات. قُتل أحد عناصر الشرطة العسكرية في الاشتباكات.

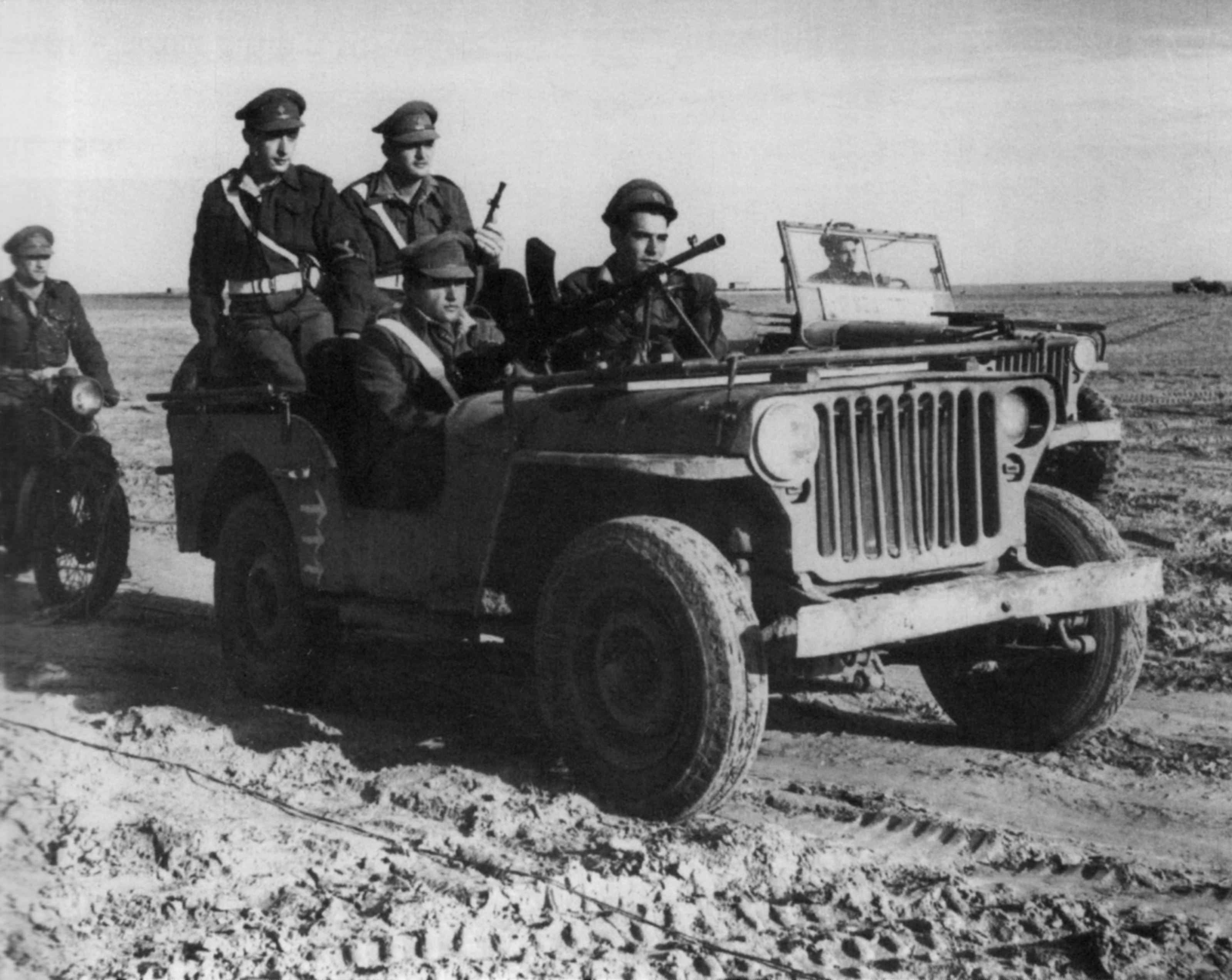
عربة شرطة عسكرية خلال حرب 1948

في جبهة القدس، كُلّفت سرية شرطة عسكرية، بأوامر موشيه دايان وتحت قيادة النقيب زئيف كاتس، بتوزيع المؤن الشحيحة على السكان المحاصرين. تولّت السرية كذلك مهام شرطة الدرك بسبب غياب الشرطة المدنية، بما في ذلك ملاحقة المتخلّفين (الهاربين من الخدمة) وتفريق الحشود. في 26 يونيو 1948، فرّقت تظاهرة يهودية حريدية ضد الأنشطة العسكرية أيام السبت باستخدام الهراوات والأسلحة الحية.
في جبهة الجنوب، شاركت الشرطة العسكرية بوضع اللافتات وإرشاد التحركات خلال عملية يوآف وعملية حوريف. وفي عملية عوفدا، رافقت وحدة من الشرطة العسكرية لواء النقب إلى أم الرشراش، وساعدت لاحقًا في إنشاء مهبط طيران في المنطقة.

### عمليات إنفاذ القانون (1948–1956)
إلى جانب مهامها القتالية خلال حرب الاستقلال، نفذت الشرطة العسكرية مهامها النظامية المعتادة، بما في ذلك فرض الأحكام العرفية في البلدات والقرى العربية داخل إسرائيل. نُفذت العمليات الكبرى والمتعلقة بالسكان المدنيين بالتعاون مع الشرطة الإسرائيلية.
في أغسطس 1948، أبلغت تقارير استخبارية عن تمركز عدد كبير من الفارين من الخدمة في حي كرم التيمانيين في تل أبيب. أُطلقت عملية باسم رمزي المشط، فُرض فيها حظر تجوال صارم لمدة ست ساعات، ونفذت قوة مشتركة من الشرطة العسكرية والشرطة المدنية حملة تفتيش من بيت لبيت. خضع أكثر من 200 شخص للتحقيق، نُقل أغلبهم إلى قاعدة الاستيعاب ميطاف. كما اعتُقل عدد من عناصر الإرغون الذين رفضوا الانضمام للجيش بعد حادثة ألتيالينا. أدى الاكتظاظ في السجن العسكري المؤقت إلى فرار جماعي في 9 أكتوبر 1948، إلا أن السجناء عادوا لاحقًا طوعًا. سببت الحادثة أزمة قيادية أدت إلى إقالة عدد من الضباط، وتسليم السجن إلى لواء كريات ووحدة البلماح.
في 17 سبتمبر 1948، وبعد اغتيال الكونت فولك برنادوت على يد تنظيم ليحي، نُفّذت عملية اعتقال واسعة بالتعاون بين الشرطة العسكرية والمدنية في القدس، أُلقي فيها القبض على أكثر من 100 عنصر، نُقلوا عبر طريق بورما إلى سجن يافا.
عقب حادث مروري قاتل قرب نس تسيونا يوم 8 يناير 1949، أسفر عن مقتل ثلاثة ضباط، أُطلقت عملية إنفاذ شاملة سُمّيت عملية مردخاي، تخليدًا لاسم أحد الضحايا (مردخاي نيمتسا-بي). عُرض خلال العملية نحو 550 جنديًا على محاكم ميدانية مؤقتة، وفُرضت غرامات على 1700 مدني. تكررت عمليات الرقابة المرورية لاحقًا في 1951، منها واحدة في 18 فبراير، وأخرى باسم عملية بِيور حَمِتس في 21 أبريل – نُفّذت خصيصًا يوم السبت لفحص الالتزام بعدم القيادة خلال يوم الراحة اليهودي.
ساهمت الشرطة العسكرية أيضًا في مواجهة السوق السوداء خلال فترة التقشف في إسرائيل، حيث أُقيمت حواجز تفتيش يوم 5 أكتوبر 1950، أُوقفت خلالها مركبات عسكرية، وضُبطت كميات كبيرة من المواد البنائية والأثاث والملابس والمواد الغذائية. قادت وحدة التحقيقات الجنائية العمليات، وأسفرت عن سجن عدد من المهربين.
في 1952، أصدر ألوف موشيه دايان قائد القيادة الجنوبية تعليمات إلى الشرطة العسكرية لضبط الأوضاع في معسكرات المهاجرين والمعابر في الجنوب.
نُفذت عمليتان كبيرتان لتعقب الفارين من الخدمة في مايو ويونيو 1952، الأولى باسم عملية التطهير، والثانية باسم وبَعرْتَ الحَمِتس. أعقبتهما عمليات دورية محلية باسم الفلتر الصغير، وعمليات وطنية باسم الفلتر الكبير، في استعارات لغوية تدل على ذهنية تنظيمية تفكيكية تتعامل مع المجتمع كنسيج قابل للغربلة والضبط.
بالإضافة إلى المهام الأمنية، اضطلعت الشرطة العسكرية بواجبات مرافقة وتشريف. عام 1948 رافقت الرئيس الأول حاييم وايزمان، وتكفلت لاحقًا بحماية فعاليات الكنيست، وأعضاء المؤتمر الصهيوني العالمي، وأحيانًا رئيس الأركان ووزير الدفاع. كما رافقت الجنرال البريطاني براين روبرتسون خلال زيارته ضمن عملية حراري في 29 يوليو 1952، وعملية ضيافة في 17 مايو 1953.

### حرب السويس 1956
خلال أزمة السويس، عملت وحدات الشرطة العسكرية إستباقا قرب خطوط المواجهة، واضعةً لافتات طرق ومرافقة القوافل العسكرية في شبه جزيرة سيناء. خُصصت فرق ميدانية للبحث عن جنود الجيش الإسرائيلي التائهين وضبطهم.
عقب سيطرة اللواء المدرع السابع والعشرون على غزة، تمركزت الشرطة العسكرية المرافقة للواء داخل المدينة، لتنفيذ مهام فرض الأحكام العرفية وضبط الحركة داخل المناطق المدنية. لاحقًا، نُقلت المهام إلى عناصر من القيادة الجنوبية، الذين توزعوا على ثلاث نقاط مؤقتة بغرض الحد من الاحتكاك المباشر بين الجنود والسكان، ومنع عمليات النهب والانفلات. استمرت الوحدات المرافقة في التقدّم مع اللواء إلى عمق سيناء، وأسهمت في إخلاء الجرحى، بالإضافة إلى واجباتها التنظيمية.
حتى عام 1956، لم يكن موضوع أسرى الحرب قد خضع لتنظيم مؤسسي كامل، إذ اقتصر سابقًا على حجرات مؤقتة بلا إدارة واضحة. نتيجة التجربة الميدانية مع الأسرى العسكريين، أُسندت مسؤولية الاحتجاز إلى الشرطة العسكرية، وتم إنشاء معسكرات أسرى في نتسانيم جنوبًا وعتليت شمالًا، إضافةً إلى معسكر خاص بالضباط في سجن الدامون. كما أُقيمت معسكرات مؤقتة في نيتسانا، قرب الحدود المصرية، وفي محيط كيبوتس ماغين.
خلال وبعد المعارك، احتُجز نحو 5,500 إلى 6,000 أسير مصري داخل إسرائيل، ما تطلب مستوى عاليًا من الإدارة المادية والتنظيم الإجرائي. هذه الأرقام، المقترنة بمواقع الاحتجاز وتوزيعها الجغرافي، ووزعت مهام الرقابة عبر شبكة لوجستية.
وبناءً على ما أفرزته الحرب من معطيات ميدانية، شهد السلاح عدة تغييرات داخلية في إدارة السلوك لا محض العقاب، شملت تحديثًا في المركبات، وتبديلًا في اللباس النظامي، وبرامج تدريبية أكثر تركيزًا على النظام والإعداد الوقائي ونمطًا تقنينيًا في التفكير العسكري الإداري. كما أُنشئ سجن جديد تحت اسم السجن رقم 6، وترافقت هذه الخطوة مع إدخال برامج تعليمية إصلاحية داخل منشآت السجون.

### حرب الأيام الستة وحرب الاستنزاف
خلال حرب الأيام الستة، نُشرت وحدات الشرطة العسكرية عند جميع تقاطعات الطرق الرئيسية، خصوصًا في المناطق المستولى عليها، لتوجيه حركة المرور العسكرية. شُكّلت دوريات ميدانية لرصد القطاعات المتضررة من القصف، وتحديد حقول الألغام، ووضع مسارات بديلة بالتزامن مع سير العمليات.
أُلحق فصيل من الشرطة العسكرية بكل واحدة من عشر ألوية قتالية رئيسية، ورافقها إلى جبهات شبه جزيرة سيناء. أُقيمت نقاط تمركز ميدانية في غزة، جبل لبني، أبو رديس، العريش، القنطرة شرق وشرم الشيخ. من اللحظة الأولى للسيطرة على أي منطقة، أُمرت الفرق بوضع لافتات طرق وإشارات توجيه باللغة العبرية، وهي عملية نُفذت كاملة خلال عشرة أيام فقط من انتهاء القتال.
أُقيم معسكر لأسرى الحرب قرب مشمار هنيغف، مرّ عبره حوالي 5,000 أسير مصري إلى المعسكر الدائم في عتليت. بلغ مجموع الأسرى المقبوض عليهم 6,748 أسيرًا، منهم 5,237 مصريًا، و899 أردنيًا، و572 سوريًا. كُلف السلاح كذلك بمنع أعمال النهب المنتشرة في قطاع غزة، في نشاط اعتمد على تطبيق قانوني مباشر.
عقب الحرب مباشرة، فُرضت أحكام عرفية في الضفة الغربية، خاصة القدس الشرقية، ونُقلت صلاحيات التنفيذ إلى الشرطة العسكرية، تحت إدارة الحاكم العسكري المعين حديثًا، شلومو لاهات (رتبة عميد آنذاك). تمركزت القاعدة الأولى للشرطة العسكرية في فندق سان جورج، وأوكلت لها مهام منع النهب، واعتقال العناصر المسلحة، وضبط دخول المواطنين الإسرائيليين إلى المناطق الجديدة.
كما أُنشئت نقطة تمركز في جدوت لمتابعة الوضع في القرى الدرزية بجبل الجولان بعد السيطرة عليها، وذلك ضمن خطة توزيع رقابي يجمع بين حجز التفاعل وضبط السلوك ضمن إطار عسكري مباشر.
أثناء حرب الاستنزاف، اتخذ السلاح توجّهًا أكثر ميدانية، فنُقل معسكر التدريب إلى مناطق سيطرة جديدة قرب قدوميم، ودعمت الوحدات جهود التدريب القتالي للجيش. أُخرج ما بين 500 إلى 1,000 سجين عسكري من سجني سجن 4 وسجن 6 إلى معسكرات مؤقتة في سيناء للمشاركة في أعمال إنشاء خط بارليف. لاحقًا، أُبقي قسم من هؤلاء في قاعدة رفيديم (مطار بير جفجافة) لتولي مهام تشغيلية مختلفة، مما جعل الاحتجاز وسيلة لتسخير القوى البشرية ضمن دورة إدارية مغلقة.
أنشأ الجيش أيضًا نقاط تفتيش عند الجسور المؤدية من الضفة الغربية إلى الأردن، وكُلفت الشرطة العسكرية بتفتيش الأفراد والبضائع بحثًا عن أسلحة أو متفجرات. كما أُسست وحدة خاصة لحماية الشخصيات، عُرفت باسم (العبرية: מאבטח אישים משטרה צבאית، مأفتيح إيشيم ميشطرا تسفايت، وتُختصر معماتس)، لتأمين مرور الشخصيات المهمة عبر هذه المناطق. وتم إنشاء نقطة مراقبة وقاعدة أمامية في القنيطرة على النسق ذاته.

### لبنان 1978–2000
في عملية الليطاني عام 1978، كُلّفت الشرطة العسكرية بمهام ضبطية تنظيمية وسط السكان المدنيين في المناطق الجديدة جنوب لبنان. عمل الجنود على منع النهب، خصوصًا بين المكوّنين المسيحي والإسلامي، كما نُفذ تقنين غذائي ميداني للموارد المتوفرة. في بيئة غير مأهولة إسرائيليًا منذ 1949، تولّت وحدات الشرطة العسكرية مهمة توجيه القوات، وأُقيم معسكر للأسرى في مرتفعات الجولان، ونُصبت حواجز تفتيش على الحدود وفي العمق لمواجهة التهريب.
في عملية سلامة الجليل، التزمت الشرطة العسكرية بالبروتوكولات الإجرائية الاعتيادية، إلا أن دروس حرب الغفران سمحت بتحديد اختصاصات دقيقة مسبقًا. واجه السلاح لأول مرة بيئة مدنية متعاونة نسبيًا، مما تطلب وجودًا انضباطيًا لمنع تعاملات غير قانونية بين الجنود والسكان. كانت قضية اللافتات بارزة، إذ اضطر الجيش لوضع إشارات في مدينة كبرى كـبيروت، مع احتمالية العبث بها من العدو، فاستُخدمت الكتابات الجدارية كوسيلة توجيهية بديلة.
أُسست قواعد ثابتة للشرطة العسكرية ضمن القواعد الجديدة في بيروت، صيدا، صور، وسهل البقاع. أُنشئ معسكر دائم للأسرى في أنصار حتى 1985. قاعدة صور شهدت انفجارين؛ الأول في 11 نوفمبر 1982 أودى بحياة 12 شرطيًا عسكريًا، والثاني في 4 نوفمبر 1983. عُرفت الحادثتان باسم كارثتا صور.
من المهام الاعتيادية آنذاك: تنظيم حركة الجنود داخل لبنان، حيث وُجدت رغبة في التنقل غير المنضبط والمكوث في مناطق خطرة، خاصة شمال المنطقة الأمنية. نُفذت دوريات شرطة لمنع الاقتحام غير المرخص لمناطق غير مؤمّنة، رغم العلاقة الاقتصادية المؤقتة التي نشأت بين الجنود والسكان المحليين.

### ما بعد 1983 والانتفاضات
منذ نهاية عملية "سلامة الجليل"، لم يُفعّل السلاح ضمن بروتوكولات طوارئ، حتى في حرب لبنان 2006. إلا أن انتفاضتي الانتفاضة الأولى وانتفاضة الأقصى أفرزتا تغييرات تنظيمية هيكلية.
في 1988، أُعيد بناء سجني سجن عوفر وسجن كيتسيوت، وتحول سجن مجدو إلى منشأة احتجاز كاملة للفلسطينيين. كما أُنشئت مراكز احتجاز ميدانية في قواعد قرب الظاهرية وطولكرم. وُجهت أقسام خاصة في القيادة العامة للتعامل مع ملف المعتقلين الفلسطينيين، وأُسّست وحدة خاصة تُعرف بـقوة 100 للتعامل مع التمردات داخل السجون، واستمرت حتى 2006. كما طُوّر مسار تدريبي متخصص لحراس السجون.
نُقلت كتيبة الشرطة العسكرية الاحتياطية 794 إلى قيادة الجبهة الداخلية عند تأسيسها في فبراير 1992، لتُكلف بتنظيم الحركة داخل الممر الاستراتيجي بين عكا وأشكلون، ضمن تكليف ميداني مخصص.
من الحوادث المؤثرة: تمرد سجن 6، الذي أدى إلى مراجعة شاملة لمفهوم احتجاز الجنود، وإعادة هيكلة القطاع العقابي ضمن الجيش.

### حرب غزة 2023

#### اعتقال عناصر من "قوة 100" على خلفية تهم اغتصاب جماعي
أُلقي القبض على عناصر من وحدة "قوة 100"، التابعة للشرطة العسكرية، بتهم تتعلق بـاغتصاب جماعي في سجن سديه تيمان.

## التدريب

### التدريب الأساسي
يخضع المجندون الجدد في الشرطة العسكرية الإسرائيلية لبرنامج تدريب أساسي ضمن مسار "جندي بندقية موسّع 02"، والذي يمتد لمدة 6 أسابيع، ويُعد من أسهل برامج التدريب الأساسي في جيش الدفاع الإسرائيلي من حيث الطابع القتالي، لكنه يُصنّف من بين الأصعب ضمن البرامج غير القتالية. يشترط اجتياز اختبار في مبادئ الإنفاذ القانوني، يُجرى بعد يومين إلى أربعة أيام من الدروس المخصصة، كمتطلب نهائي لإنهاء التدريب. يُولي هذا المسار تركيزًا خاصًا للانضباط الميداني والسلوكي كمكوّن تدريبي أساسي.
في السابق، كانت كل دفعة تدريبية تنقسم إلى سريتين: سرية ذكور (Plugat Shotrim Tzvai’im – وتُعرف اختصارًا بـ"باشاتس") وسرية إناث (Plugat Shotrot). منذ فبراير 2006، باتت السريتان تندمجان ضمن سرية تدريبية موحدة، مع بقاء كل فصيل أحادي الجنس. ويُشرف على التدريب قادة من كلا الجنسين. أُنشئت كذلك سرية مخصصة للمجندين المُهيّئين لتفتيش الفلسطينيين عند الحواجز، ويخضعون لمسار "بندقية 03" الأكثر تقدمًا. تُعرف هذه السرية باسم "سرية المسار" (العبرية: פלוגת מסלול، Plugat Maslul – وتُختصر إلى "پالماس").
يتم تنفيذ جميع برامج التدريب الأساسية في قاعدة التدريب رقم 13 (بَحاد 13 – العبرية: בה"ד 13)، وهي جزء من مدينة القواعد التدريبية المعروفة أيضًا باسم معسكر أريئيل شارون، بالقرب من يروحام. تأسست "بَحاد 13" في تزريفين عام 1954، مستندة إلى القاعدة التدريبية السابقة في تل أبيب. ثم نُقلت إلى موقع قرب نابلس وقدوميم بعد حرب 1967، قبل أن تنتقل مجددًا إلى معسكر موتا غور قرب نتانيا عام 1995، لتصبح لاحقًا أول قاعدة تعمل ضمن "معسكر شارون" في 2015.
بعد إنهاء التدريب الأساسي، يُلزم المجند بالالتحاق بدورة تأسيسية (العبرية: קורס יסוד، Kurs Yesod) ليصبح مؤهلاً لأداء المهام الفعلية، وغالبًا ما تُعقد هذه الدورة في "بَحاد 13" أيضًا. سابقًا، كانت كل دفعة تخضع لدورة إنفاذ قانوني مدتها شهر، ويُمنح المجند رتبة عريف أول (Turai Rishon)، وهي رتبة تم إلغاؤها لاحقًا في النظام العسكري.

### الدورات
تقدّم "بَحاد 13"، قاعدة تدريب الشرطة العسكرية، مجموعة واسعة من الدورات، تشمل الدورات الأساسية والتخصصية. تُنفذ العديد من هذه الدورات بالتعاون مع مدارس تدريبية عسكرية أخرى، مثل مدرسة القانون العسكري.

#### الدورات الأساسية
- دورة التحري
- دورة التحقيق، بالتعاون مع مدرسة القانون العسكري
- دورة تدريب السجانين
- دورة الإنفاذ المروري
- دورة قادة الفصائل، بالتعاون مع بيسلاماخ، وتتضمن مرحلة تمهيدية في "بَحاد 13" والمرحلة الأساسية في بيسلاماخ

#### الدورات الأخرى
- دورة تأهيل للضباط
- دورة استكمال ضباط السلاح
- دورة جمع المعلومات الاستخبارية
- دورة نواب الضباط في سلاح الشرطة العسكرية، وتُعرف أيضًا باسم دورة الرقباء
- دورة رقباء الانضباط المتقدمين
- دورة قادة السرايا

#### الدورات السابقة
تم إيقاف هذه الدورات بعد نقل ملف السجون الفلسطينية إلى مصلحة السجون الإسرائيلية:
- دورة "قوة 100" (العبرية: קורס כוח מאה)، تشمل التدريب على مكافحة التمرد
- دورة سجانين مختصين بمعتقلي المناطق الفلسطينية (العبرية: קורס מטפלי עצורי השטחים)
- دورة قادة السرايا الكبار (العبرية: קורס מפקדי פלוגה בכירים)، وهي دورة أُلغيت وحُوّلت إلى مسار في الموارد البشرية ضمن "بَحاد 11"

## القطاعات

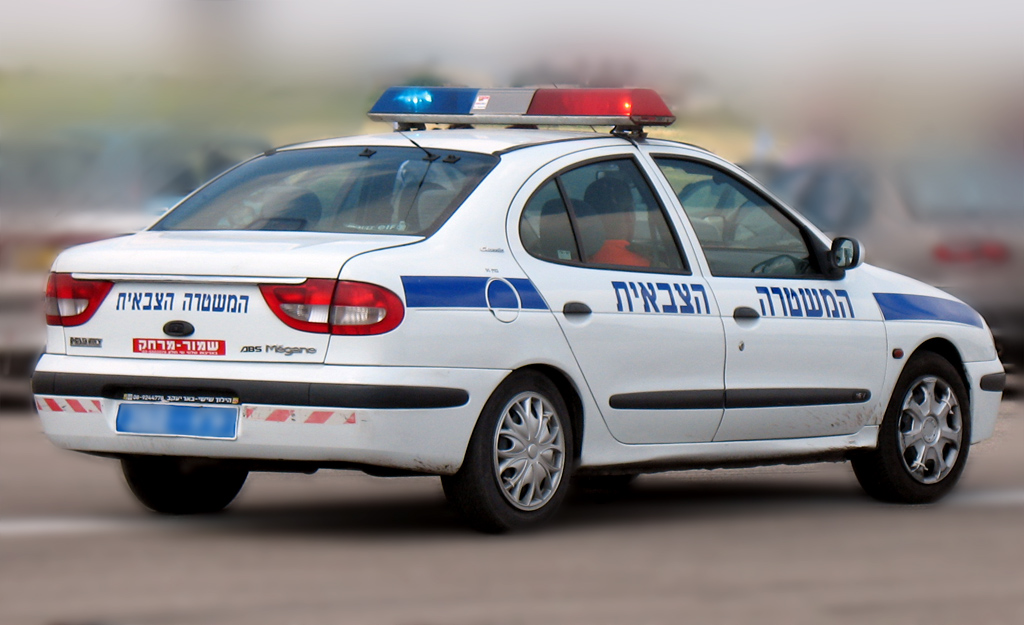
سيارة دورية من طراز رينو ميغان

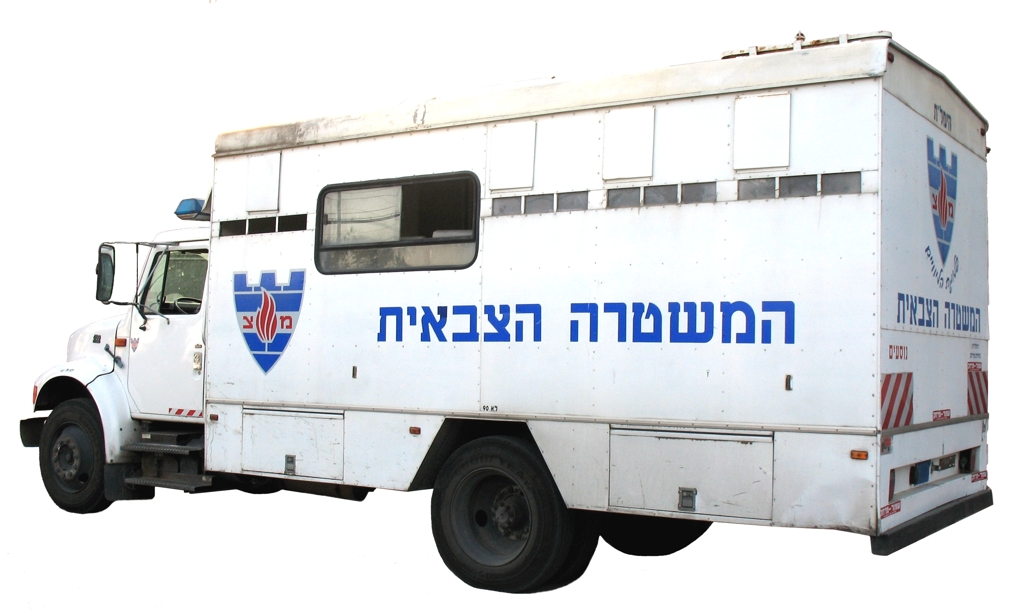
شاحنة لنقل الأسرى، تُعرف اصطلاحًا بـ"زنزانة"

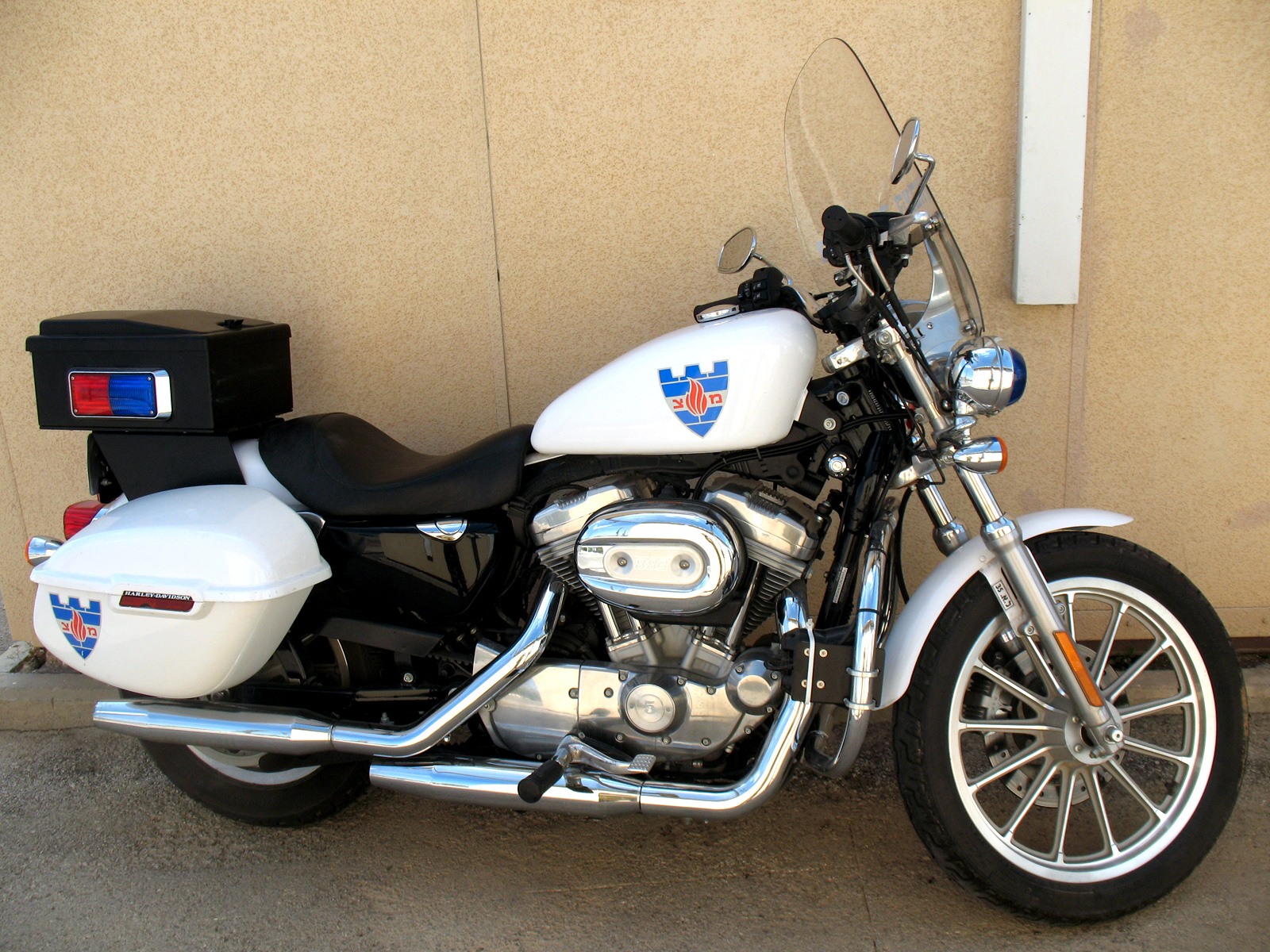
دراجة شرطة عسكرية من نوع "هارلي ديفيدسون"

تضم الشرطة العسكرية عدة قطاعات تنفيذية، تُنفّذ من خلالها المهام التنظيمية والرقابية المذكورة أعلاه. كما يوجد قطاع خاص بالتدريب والتعليم، يعمل ضمن نسق مشابه لسائر أسلحة الجيش الأخرى.

### قطاع الإنفاذ المروري والانضباطي
يتولى قطاع "الإنفاذ المروري والانضباطي"مسؤولية الرقابة على انضباط الجنود في اللباس والسلوك والسياقة. أفراد هذا القطاع يرتدون غالبًا قبعة نظامية ذات حافة مدببة بدلاً من القبعة الزرقاء المعتمدة.
المهام الرئيسية لهذا القطاع تشمل:
- دورية الرقابة المرورية(العبرية: סיור פיקוח תעבורה، تُختصر "سافات") – تجوب مسارات محددة لرصد مخالفات المركبات العسكرية.
- نقطة فحص المركبات (العبرية: מכמונת בדיקת רכבים تُعرف "مابار") – فحص رخص القيادة وتصاريح استخدام المركبات العسكرية.
- رقابة المظهر والانضباط (العبرية: פיקוח משמעת، Piku'ah Mishma'at، تُعرف "پي–مِم") – التدقيق في الهيئة والانضباط الشخصي للجنود.
  - عملية "الملبِس" (العبرية: מבצע מלביש، Mivtza Malbish) – تفتيش جماعي على اللباس، يُنفذ في محاور النقل والمعسكرات الكبرى.
  - عملية "طريق الأرض" (العبرية: מבצע דרך ארץ، Mivtza Derekh Eretz) – نسخة أشد تنظيمًا تتضمن محاكمات فورية للجنود، توقفت في 2005 ثم أُعيد تفعيلها في 2010.[8]
  - عملية "مثلث الحديد"– رقابة مكثفة في قواعد تل هشومير، تزريفين، والقيادة العامة.
  - عملية "مملكة الليل"* (العبرية: מבצע ממלכת לילה، Mivtza Mamlekhet Layla) – رقابة على استخدام المركبات العسكرية ليلاً، خصوصًا لحظر استخدام المدنيين لها.
- الرادار الليزري (العبرية: מד מהירות ליזר، Mad Mehirut Leizer، "مامليز") – يستخدم لرصد السرعة المفرطة للمركبات العسكرية ضمن دوريات تفتيشية. قد تشمل مدنيين، لكن تقاريرهم تُحال للشرطة المدنية.
- التعاون مع الشرطة الوطنية للمرور لضبط المركبات العسكرية المخالِفة.
- مرافقة المصابين من الأعداء – تتم بالتنسيق مع شرطة الحدود لحراسة المصابين الفلسطينيين في المستشفيات حتى تسليمهم للسجون، وغالبًا تبقى الشرطة العسكرية مسؤولة عنهم لأشهر رغم تحويل المسؤولية رسميًا بعد 48 ساعة.
- نقل عائلات الأسرى الفلسطينيين – مرافقة عائلات المعتقلين في عوفر وكيتسيوت بالحافلات من الحواجز إلى السجون، بمركبات دورية تابعة للشرطة العسكرية.

توجد وحدة متخصصة تُعرف باسم ياملات – الوحدة الخاصة للرقابة المرورية، تأسست عام 1980 في تزريفين، وتُعد الوحدة التنفيذية الرئيسة في قطاع الإنفاذ. تضم سرية للإنفاذ وسرية أخرى لنقل الأسرى بين المراكز. كما تتولى مهام شرفية ومهام تكتيكية استثنائية مثل عمليات "المحاكاة"، حيث تنفذ سيارات سرية اختبارات ميدانية لردع الجنود عن التنقل عبر التوصيلات غير النظامية، وهي محظورة أمنيًا.
تخضع إدارة الحواجز الأمنية (قطاع الفحص الأمني) إشرافيًا لسلطة قطاع الإنفاذ المروري.

#### إحصائيات الإنفاذ
فيما يلي بعض إحصائيات 2006–2007 لعدد التقارير المسجلة ضد الجنود بسبب مخالفات سلوكية مختلفة، والتي تم تحريرها بواسطة الشرطة العسكرية ضمن قطاع الإنفاذ النظامي:
| العملية                  | العدد في 2006       | التقدير في 2007                   |
| ------------------------ | ------------------- | --------------------------------- |
| عملية "الملبِس"           | 6٬787               | 7٬488                             |
| عملية "مثلث الحديد"      | 6٬671               | 5٬310                             |
| عمليات إنفاذ مشددة       | 295 (خلال 5 عمليات) | 178 (خلال 3 عمليات)               |
| عمليات "الاختطاف الوهمي" | 678                 | 576 (77 قتاليين، 499 غير قتاليين) |
| مخالفات سرعة             | 1٬178 (حوالي 1٬100) | 1٬866 (حوالي 1٬800)               |
| المجموع                  | 32٬765              | 30٬837                            |

### قطاع خدمة السجون
يشرف قطاع خدمة السجون (Kli'a) على إدارة السجون العسكرية في إسرائيل، وينقسم إلى قسمين وظيفيين: الأول خاص بالمعتقلين العسكريين الإسرائيليين، والثاني خاص بالمعتقلين الفلسطينيين في مركزي احتجاز شومرون وعتصيون. عندما كانت الشرطة العسكرية مسؤولة عن سجون مجدو، عوفر وكيتسيوت، كان لكل قسم تدريب منفصل، لكن منذ 2007، يخضع جميع السجانين لدورة واحدة موحّدة لتأهيل المدربين (Madrikhei Klu'im).
يُعدّ "مدرّب المعتقلين" (Madak) بمثابة قائد عسكري فعلي، ويتحمّل مسؤوليات الرقابة الأمنية، التأهيل الاجتماعي، ومنع محاولات الهروب.
تطوّر القطاع من قسم أولي يُعرف بـ"قسم السجون" (العبرية: מחלקת בתי הסוהר) إلى قطاع مستقل عام 1974، وبدأ بإدارة السجن العسكري المؤقت في تل أبيب قبل بناء السجن رقم 4. أُدرجت لاحقًا خدمات إصلاحية مثل التعليم (1977)، وبرنامج "جاحليت" التأهيلي في الألفينات.
شهدت سنة 1997 نقطة تحوّل هيكلية عقب تمرد السجن رقم 6، ما أدى إلى تبنّي إجراءات تنظيمية جديدة لتحسين ظروف النزلاء والسجانين، وضمان السيطرة العملياتية ومنع تكرار حوادث التمرد.
حين كانت الشرطة العسكرية مسؤولة عن معتقلي الأمن الفلسطينيين حتى 2006، تفرّعت وحدات إضافية:
- سجانين مختصون بمعتقلي المناطق الفلسطينية– وظيفة رقابية أمنية تُركّز على منع الهروب.
  - وحدة "المهام الخاصة" – قوة داخل كل مركز احتجاز تتولى نقل المعتقلين الفلسطينيين وتأمين الحماية للسجانين.
- وحدة "قوة 100" – وحدة قتالية مصغّرة مخصّصة لقمع التمردات الشديدة، وتشمل أقل من 100 جندي، ولا تُستخدم إلا في الحالات القصوى.

### قطاع التحقيقات الجنائية
يتبع قسم التحقيقات الجنائية (العبرية: משטרה צבאית חוקרת، ويُختصر "متساح") هيكليًا لمستوى لواء ضمن الجيش، ويتولى جميع التحقيقات الجنائية المتعلقة بالعسكريين. يشمل ذلك قضايا المخدرات، سرقة وبيع الأسلحة، الفساد، الانتحار، الاعتداءات الجنسية، العنف ضد السكان المدنيين في الضفة الغربية (عبر وحدة خاصة)، والخيانة، بالإضافة إلى الحوادث المرورية.
تكوّنت الوحدة في بداياتها من محقّقين قليلي التدريب، ومحامين مدنيين اعتمدوا على القانون العسكري القائم على النموذج البريطاني. ولم يُعتمد "قانون القضاء العسكري" إلا عام 1995، لتوحيد البروتوكولات القضائية التنظيمية.
تركّزت أعمال الوحدة أولًا في التحقيقات المتعلقة بالسرقة والتهريب، وكان مقرها في معسكر دورا بـنتانيا، قبل نقله إلى حيفا، ثم بناء قواعد لها في القدس، معسكر بيت ليد، وقاعدة قرب مفترق قسطينا.
ولضمان جودة تنظيمية أعلى، قررت قيادة الشرطة العسكرية تخصيص وحدات التحقيق فقط لخريجي التعليم الثانوي على الأقل، وتلقّوا تدريبًا مباشرًا من الشرطة الإسرائيلية. تطوّرت الوحدة تدريجيًا إلى قطاع احترافي مرموق يُعدّ الأعلى هيبة ضمن السلاح.
شاركت الوحدة في تحقيقات تاريخية كحادثة مجزرة كفر قاسم خلال حرب السويس، وقضية فضيحة لافون عام 1960.
مع إدخال الحوسبة في الجيش في أواخر السبعينات، أصبح تتبع المسروقات أكثر فاعلية، وسُجّل انخفاض حاد في سرقات الأسلحة بدءًا من 1980.
تضم الوحدة أقسامًا خاصة:
- وحدة "ياملَم" – وحدة سرية عليا للتحقيقات الحساسة، تعمل أحيانًا مع الشرطة الإسرائيلية والشاباك.
- وحدة تحقيقات الحوادث المرورية – تركّز على حوادث المركبات العسكرية، وتتمركز في تزريفين.
- الوحدة الوطنية للتحقيق في الاحتيال – متخصصة في الجرائم الاقتصادية والمالية، خاصة بين الضباط.
- وحدة التحقيقات الداخلية ( تُعرف "يَحكَب") – تأسست عام 1994[14]، وهي غير خاضعة لقيادة متساح مباشرة، بل ترتبط مباشرة بقائد الشرطة العسكرية العامة، وتختص بجرائم جنود السلاح. تتكوّن غالبًا من جنود احتياط خدموا سابقًا ضمن قطاع التحقيقات.[15]

### قطاع الاستخبارات والكشف
يتولّى قطاع الاستخبارات والكشف مهمة جمع المعلومات لصالح مختلف أقسام الشرطة العسكرية، بحُكم تباين طبيعة مهامّها، وتأمين الحماية التشغيلية لرجال الشرطة العسكريين أثناء تنفيذ المهام، إضافة إلى تحديد مواقع المتخلّفين عن الخدمة واعتقالهم. قبل عام 2006، كانت البنية الاستخبارية وحدها قائمة، فيما خضعت المهام التشغيلية لقطاع التحقيقات الجنائية وقطاع الإنفاذ القانوني. أما حاليًا، فيرتبط القطاع مهنيًا بقيادة قسم التحقيقات العسكرية.
ينحدر هذا القطاع من وحدة "شرطة التجنيد"، وهي وحدة مصغّرة تأسست سنة 1948، أدّت دورًا مبكرًا في ضبط النظام التجنيدي ومتابعة المخالفين.
داخل السجون العسكرية، يتولى "مركّزو الاستخبارات" أو رمانيم بناء شبكات معلوماتية بالتعاون مع نزلاء متعاونين، بغرض الكشف عن محاولات انتحار، تحركات احتجاجية، أو حالات انفلات سلوكي. في قطاع التحقيقات، تتركز جهودهم على جمع معلومات تقود إلى كشف هوية مرتكبي الجرائم أو تعقّبهم. وفي قطاع الإنفاذ، تتواجد فرق استخبارية مصغّرة في كل قاعدة، تعمل دعمًا للمحقّقين ضمن الهيكل النظامي.
يؤدي "الكشّافون" أو المحقّقون الميدانيون دور القوة التشغيلية للقطاع، ويشاركون في مهام مشتركة مع وحدات التحقيق والإنفاذ، ويمتازون بنمط أداء قويّ جسديًا، وعادةً ما يعملون تحت غطاء تنكّري. ويُلاحظ أن بعضهم التحق بالخدمة من خلفية سابقة ضمن وحدات النخبة الخاصة في الجيش.
في قطاع الإنفاذ، توجد وحدة مختصة تُعرف بـ"قسم التعرّف والاعتقال"، وهي مسؤولة عن تعقّب الفارّين من الخدمة لأكثر من ٤٥ يومًا، والمتهرّبين من التجنيد تمامًا. كما تتولى هذه الوحدة توفير الحماية للمراقبين خلال عمليات ضبط الانضباط الموسّعة، ومرافقة المحقّقين أثناء الاعتقالات.
أما في قطاع التحقيقات الجنائية، فإن وظيفتها تتركّز على حماية عناصر جمع المعلومات، وتأمين مرافقة ميدانية أثناء عمليات التفتيش وتنفيذ الأوامر.

### قطاع التفتيش الأمني
تُشكّل وحدات التفتيش الأمني قطاعًا متخصصًا تأسس رسميًا في 2004، عقب مخطط استراتيجي انطلق عام 2002، وصدر أمر إنشائه بتاريخ 13 يناير 2003. تتخصص وحداته في مراقبة غير الإسرائيليين عند نقاط التفتيش العسكرية، بما فيها نقاط الحدود مع الدول المعادية. وتوسّع القطاع بوتيرة متسارعة خلال أعوامه الأولى، مع إنشاء مقر مخصص له بين 2004–2006 في معسكر موتا غور، بجوار باهاد 13، ويُستخدم اليوم فقط من قبل كتيبة "تعوز".
يصنَّف القطاع كـ"وحدة دعم قتالي عالية الخطورة"، لكنه يُعد أقل مكانة داخل سلك الشرطة العسكرية، رغم أن تقييمه من خارج السلك أكثر احترامًا من وحدات الشرطة الاعتيادية.
انعقدت أول دورة تفتيش أمني في نوفمبر 2003 في باهاد 13، وتمتد أربعة أسابيع يتبعها أسبوع دروس أساسية في اللغة العربية.
يتكوّن القطاع من كتيبتين رئيسيتين: كتيبة "إيريز"، وتشرف على معظم النقاط المحيطة بـالقدس، وكتيبة "تعوز"، وتدير باقي النقاط. تضم "إيريز" ثلاث سرايا: ألف، بيت، وجيميل. أما "تعوز"، فتشمل سرايا: إيال، مكّابيم، ريحان، سحلب، وشومرون.
علاوة على ذلك، يشارك عناصر القطاع في تأمين المعابر الحدودية مثل الغجر ورأس الناقورة (حدود لبنان)، القنيطرة (حدود سوريا)، معبر إيريز وكرم أبو سالم (حدود قطاع غزة).
تاريخيًا، كانت "كتيبة إيريز" خاضعة لقيادة منطقة الضفة الغربية وتُدار من قبل أكثر من سلاح، قبل أن تُضم رسميًا إلى الشرطة العسكرية في فبراير 2006. أما الوحدة السابقة للنقاط التابعة للشرطة العسكرية فحملت اسم "وحدة المعابر"، وتحولت لاحقًا إلى "كتيبة تعوز".
في يوليو 2004، كُشف عن شارة "المعابر" العسكرية التي تحتوي على يدين ترمزان للتعايش، وعين ترمز لليقظة الأمنية. وقد أصبحت هذه الشارة حصرية لـ"تعوز"، بينما اختارت "إيريز" رمزًا مختلفًا.

### التنظيم العملياتي في حالات الطوارئ
في حالات الطوارئ، مثل الحروب، تُجري الشرطة العسكرية تعديلات جذرية في بنيتها ووظائفها. ورغم محدودية القوة الاحتياطية (4,000–4,500 جندي تقريبًا)، إلا أنّهم يتولّون معظم الأدوار الحيوية، وتُدمج العديد من الوحدات النظامية في الهيكل الاحتياطي.
يستند "عقيدة الطوارئ" إلى وثيقة نُظِّمت بعد حرب 1948، واستُخدم محتواها في تدريب أوّل وحدة طوارئ في فبراير 1951. كما نُشر دليل أكثر تفصيلًا بعنوان "الشرطة العسكرية في الميدان" في ديسمبر 1953، وزّع على الضباط.
بينما تتبع الشرطة العسكرية عادةً لـمديرية القوى البشرية، تنتقل في حالات الطوارئ لتكون تحت قيادة مديرية التكنولوجيا واللوجستيات، وتُقسم وحداتها إلى نوعين:
- وحدات أمامية: تتبع للألوية اللوجستية الإقليمية الخمسة
- وحدات خلفية: تخضع مباشرة للقيادة الإقليمية الثلاث.

تشمل المهام الطارئة: إدارة حركة السير على المحاور الرئيسة، ضبط القانون العسكري، إقامة إشارات مرورية في المناطق الجديدة، وتأمين الحراسة ونقل أسرى الحرب.

## القطاعات والعمليات أثناء الطوارئ
في حالة الطوارئ مثل الحرب، عندما يكون هناك استدعاء للاحتياطي العام، يقوم سلاح الشرطة العسكرية بتغيير العديد من تسمياته وبنيته. على الرغم من أن قوة الاحتياط في الفيلق صغيرة نسبيًا (حوالي 4000-4500 جندي في أي وقت)، فإن جنود الاحتياط يشغلون معظم مواقع الطوارئ ويتم دمج العديد من الوحدات النظامية في قوة الاحتياط.
يعود مبدأ الطوارئ في سلاح المهندسين إلى وثيقة مبنية على الدروس المستفادة من حرب 1948 العربية الإسرائيلية ، وبعدها تم إجراء أول تدريب على الطوارئ في فبراير 1951. نُشر عمل أكثر تفصيلاً بعنوان "الشرطة العسكرية في الميدان" لضباط الشرطة العسكرية في ديسمبر 1953.
في حين أن السلك يخدم بانتظام تحت إدارة القوى العاملة ، فإنه أثناء حالات الطوارئ ينتقل إلى المديرية التكنولوجية واللوجستية . هناك نوعان من وحدات الشرطة العسكرية أثناء الطوارئ: الأمامية والخلفية. تخدم الوحدات الأمامية تحت خمس من وحدات الدعم اللوجستي الإقليمية الست ( العبرية: אגד לוגיסטי מרחבי ، إيجيد لوجيست ميرهافي )، في حين أن الوحدات الخلفية تقع تحت القيادة المباشرة للقيادات الإقليمية الثلاثة.
تشمل العمليات الطارئة التي يقوم بها الفيلق بشكل أساسي توجيه حركة المرور على الطرق الرئيسية والتقاطعات، وإنفاذ القانون، وإقامة علامات الطرق في الأراضي المحتلة، وحراسة ونقل أسرى الحرب .

### الوحدات الأمامية

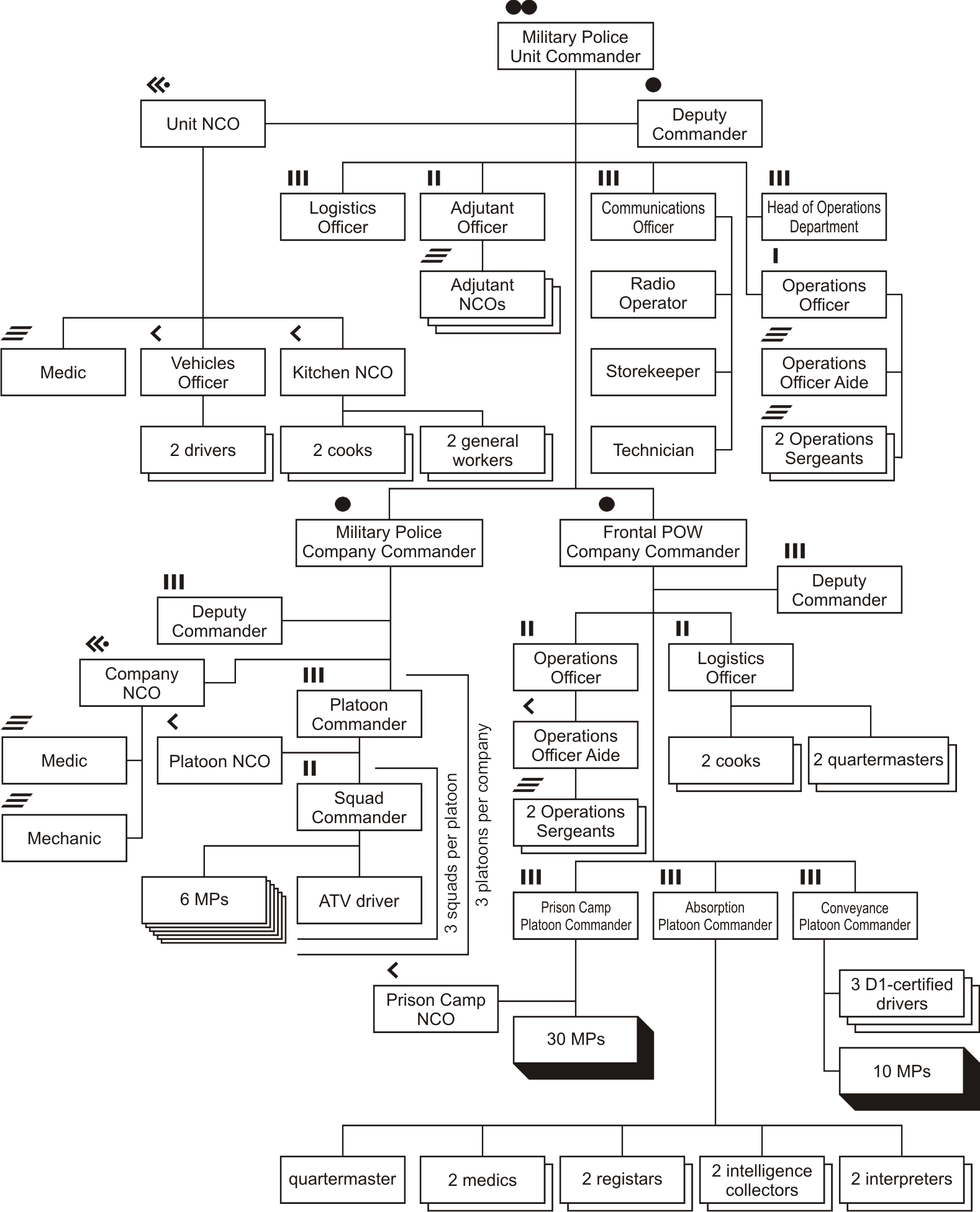
الهيكل التنظيمي لوحدة الشرطة العسكرية ووحداتها الفرعية

يبلغ حجم كل وحدة من وحدات الشرطة العسكرية الأمامية حجم كتيبة، ويقودها مقدم. ويطلق عليها وحدة الشرطة العسكرية ( العبرية: יחידת משטרה צבאית иहидт позда ، يهيدات ميشتريا تسفايت ، اختصارًا: ي أ هم أ ت ز )، وتوجد في أربع من وحدات الدعم اللوجستي الست. وهو غائب تماما في وحدة الدعم اللوجستي الإقليمية 5004 (التابعة للقيادة المركزية )، وذلك لعدم وجود جبهة في القيادة المركزية لجيش الدفاع الإسرائيلي منذ معاهدة السلام مع الأردن . في وحدة الدعم اللوجستي الإقليمي 5003 (جنوب مرتفعات الجولان )، تتواجد فقط شركة إنفاذ القانون وتوجيه المرور التابعة لوحدة الشرطة العسكرية.
تنقسم وحدة الشرطة العسكرية إلى سريتين: إنفاذ القانون وتوجيه المرور، وتسمى شركة الشرطة العسكرية ( العبرية: פלוגת משטרה צבאית ، بلوغات مشتارة تزفعيت )، و نقل وحراسة أسرى الحرب، المسماة أسرى الحرب ( العبرية: פלוגת שבויים קדמית ، بلوغات شفويم كيدميت ).

### زي مُوحد

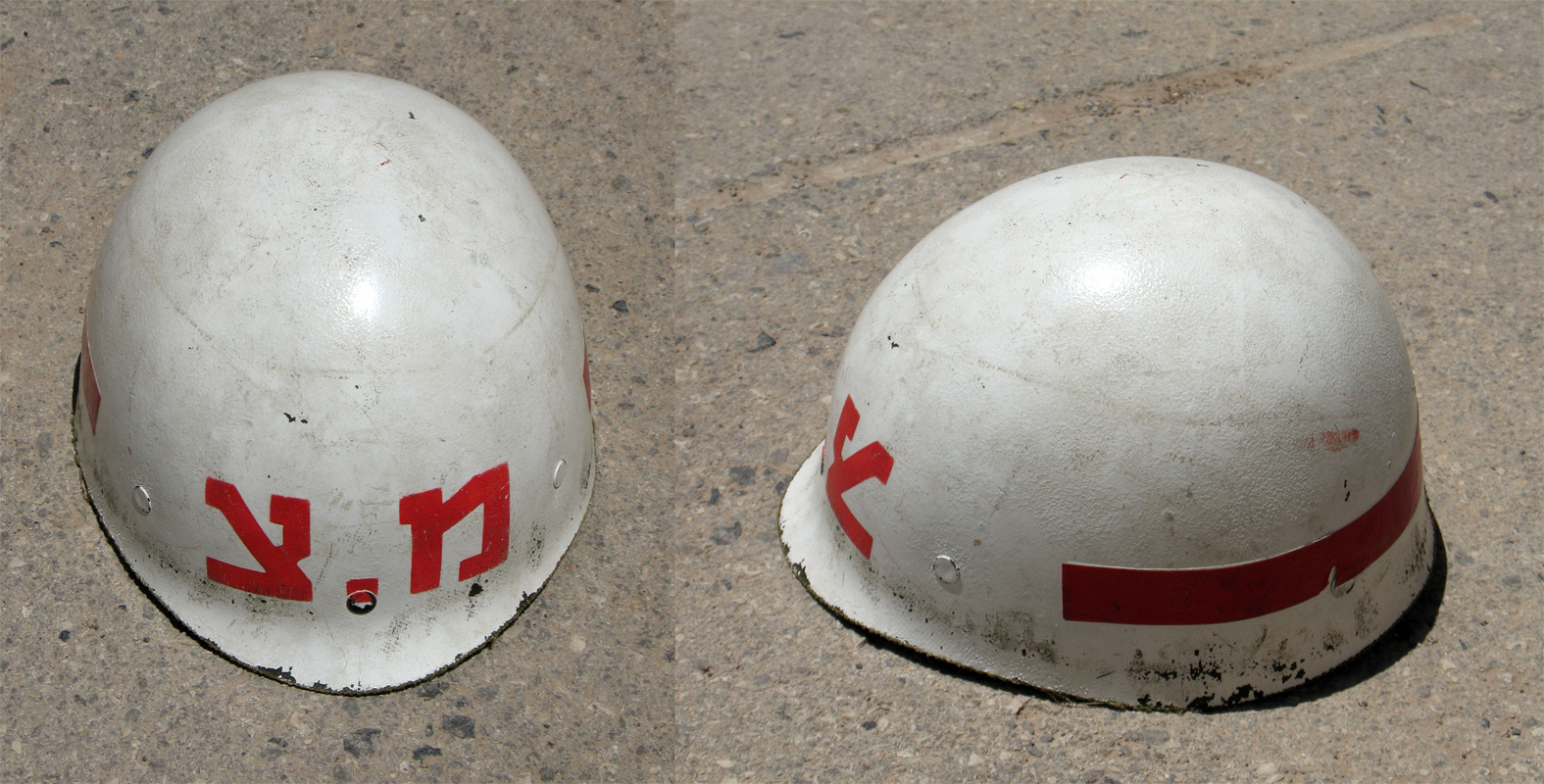
خوذة الشرطة العسكرية، كانت تستخدم قبل ظهور القبعة المدببة الحديثة في عام 1989.

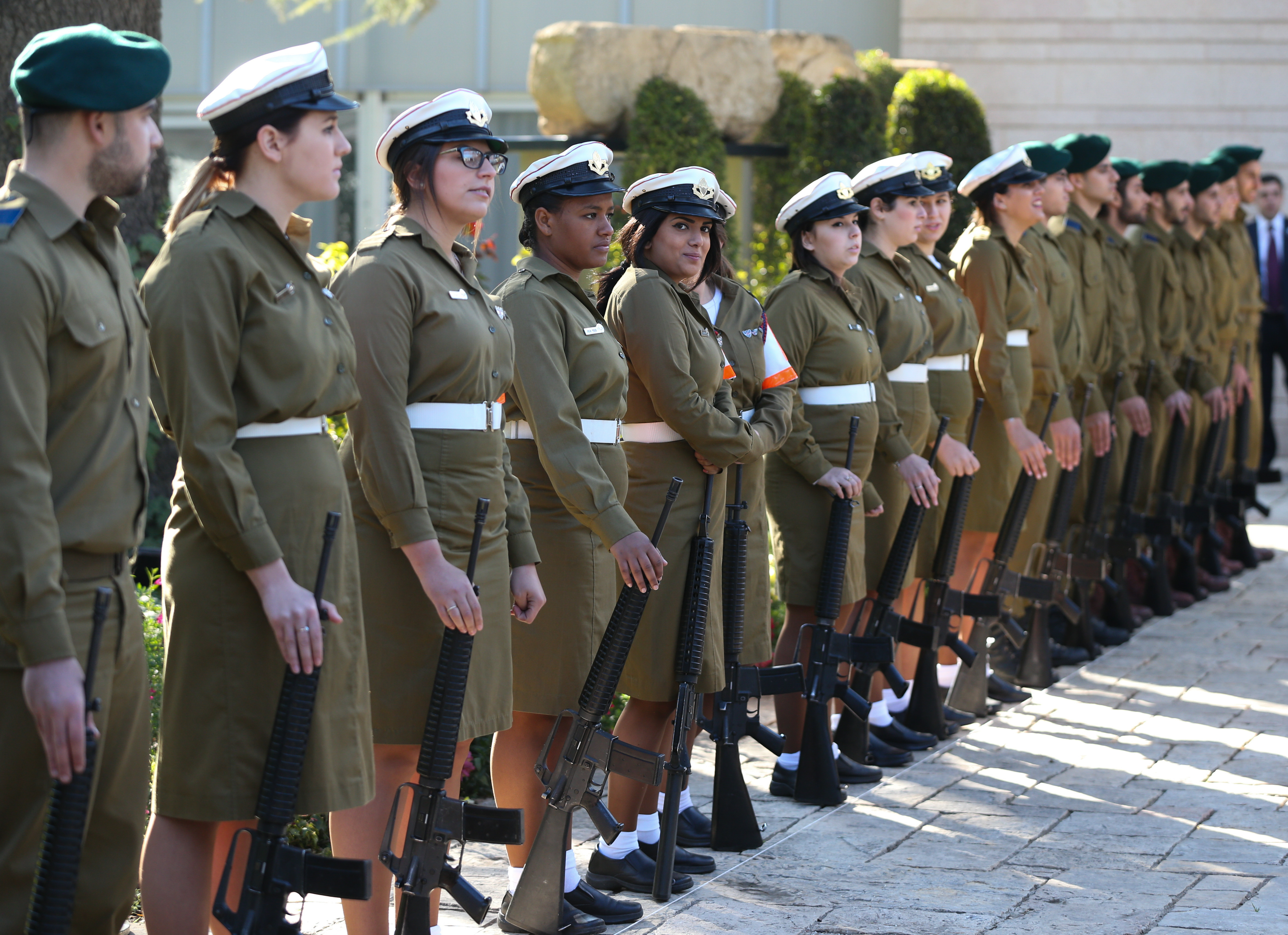
شرطيات الجيش الإسرائيلي يرتدين التنانير مع قبعاتهن البيضاء وأحزمتهن.

الزي الرسمي لشرطة الجيش هو الزي الرسمي لجيش الدفاع الإسرائيلي ، مع قبعة بيضاء مدببة ، ودرع يحمل الحروف ميم وتساديك على الذراع الأيسر، وحزام مسدس أبيض. يتم ارتداء هذا الزي أيضًا أثناء الخدمة، وخاصة من قبل أعضاء البرلمان الذين يقومون بدوريات الانضباط في الأماكن العامة (محطات القطارات والحافلات، ومداخل القواعد الكبيرة، وما إلى ذلك). في الماضي، تم استخدام خوذة بيضاء عليها الحروف Mem و Tzadik بدلاً من القبعة المدببة.
يرتدي مدربو السجون أثناء الخدمة الزي العسكري فقط، بالإضافة إلى حزام جلدي أسود، بالإضافة إلى زي العمل وقبعة قطاع السجن اختياريًا، بينما يرتدي الرقباء زيًا عسكريًا أزرق مماثلًا. يرتدي قطاع التفتيش الأمني (نقاط التفتيش) قبعة القطاع، بالإضافة إلى شارة سوداء مكتوب عليها "MP" باللغات العبرية والإنجليزية والعربية .
تستخدم قوات الدفاع الإسرائيلية سلاحًا ناريًا مماثلًا في الحجم للسلاح الناري الأمريكي. وقد شوهدت الشرطة العسكرية الإسرائيلية ترتدي أحزمة نحاسية متعددة الألوان. وتشمل هذه الألوان الأبيض مع حروف حمراء،  الأحمر مع حروف زرقاء  أو سوداء،  الأزرق مع حروف بيضاء، والأسود مع حروف بيضاء، والأبيض مع حروف سوداء على بقع برتقالية مع حدود برتقالية عريضة على طول الجزء السفلي من النحاس الأصفر. في السابق كان يتم ارتداء شارة حمراء مع أحرف زرقاء أو سوداء.

### العلم والشعار

علم هيئة الشرطة العسكرية.

علم الشرطة العسكرية هو راية قياسية 3:4، مقسمة إلى نصفين أزرق وأحمر بخط قطري.
يتكون شعار الشرطة العسكرية، الذي صمم في عام 1949، من درع وخمسة ألسنة لهب والتي تمثل، وفقًا للمبدعين، الحقائق الخمس غير القابلة للكسر للشرطة العسكرية: نقاء الذراع، ونقاء السلاح ، ونقاء القلب، ونقاء العمل ونقاء العين. على النقيض من ذلك، فإن دبوس الشرطة العسكرية، أو الهاماتزون ، لديه أربعة ألسنة لهب فقط. يتم أحيانًا إضافة لسان اللهب السادس إلى شارة الوحدة المحددة، ليرمز إلى نقاء الحجم.

### شارات التدريب
يرتدي المجندون والمتدربون الآخرون في الشرطة العسكرية، مثل جميع المتدربين في جيش الدفاع الإسرائيلي، شرائط كتف مرتجلة للإشارة إلى فصيلتهم. حتى عام 2006، كانت شركة تجنيد الرجال Pashatz ( Plugat Shotrim Tzvaiyim ) ترتدي أشرطة ذات لون واحد، في حين كانت شركة النساء ( Plugat Shotrot ) ترتدي أشرطة ذات لونين. كان رمز الذكور هو التنين ، بينما كان رمز الأناث هو رأس لبؤة . في فبراير 2006، تم دمجهم في "باشاتز" ، وتم إنشاء نقطة تفتيش تدعى "بالماس" ( Plugat Maslul ).

## المركبات

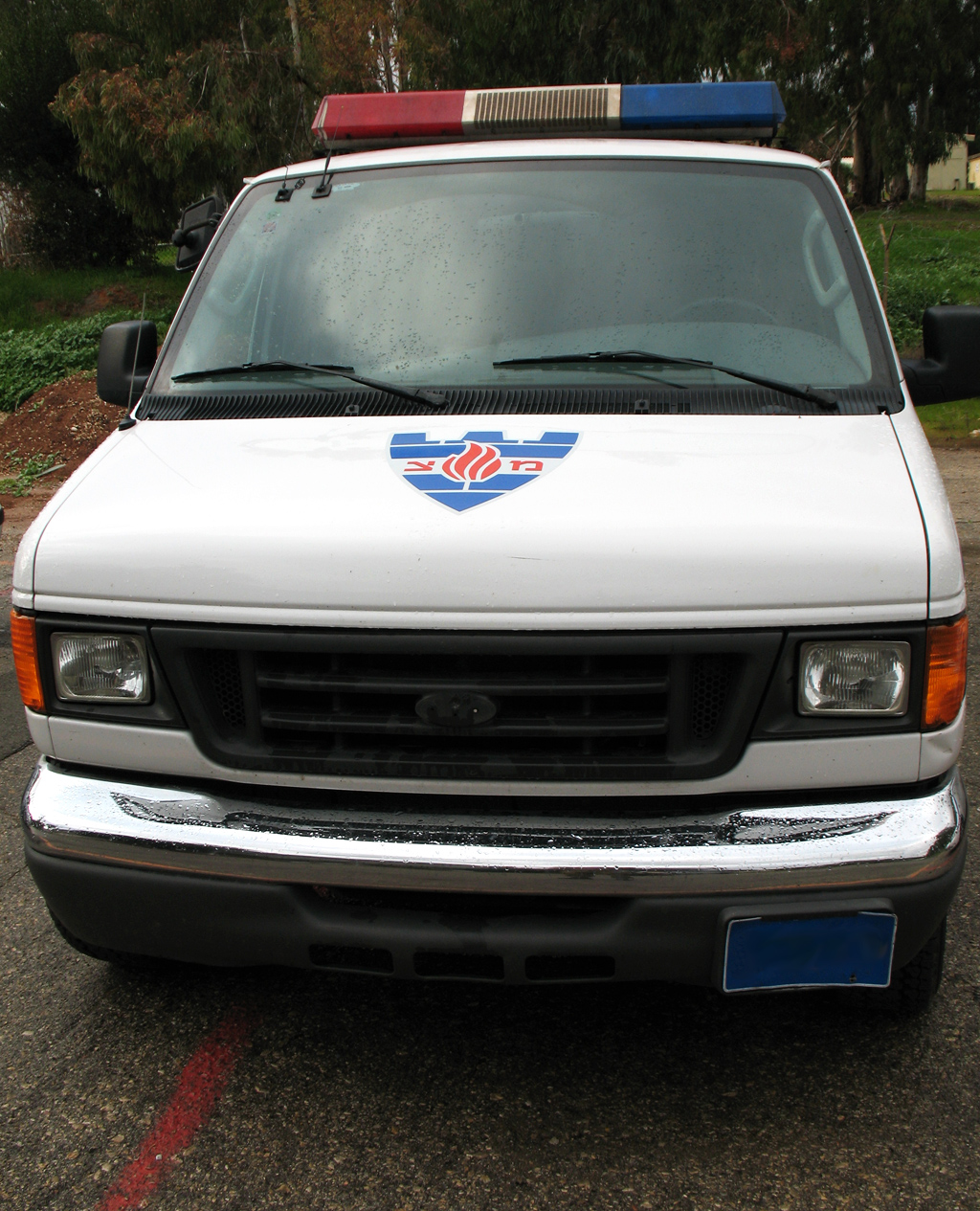
فورد E350 "إيكونولاين"

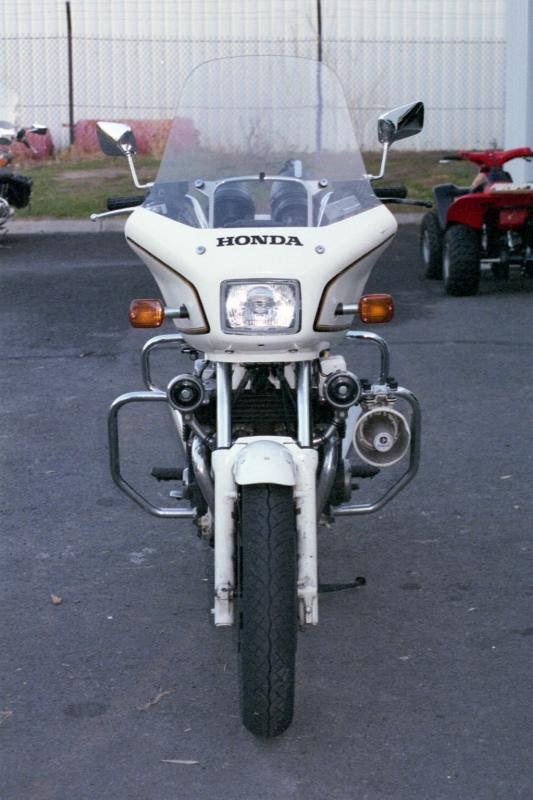
هوندا CBX750P (شرطة)

خلال المراحل الأولى من تأسيس الفيلق، تم إعادة بناء معظم المركبات الموجودة فيه من المركبات البريطانية الخردة، وكانت تخدم أغراضًا مختلفة. وفي نهاية المطاف تم جلب المزيد من المركبات إلى قوات الدفاع الإسرائيلية، وبدأت الشرطة العسكرية في استخدام عدة أنواع رئيسية من المركبات: سيارات الدوريات والدراجات النارية، والشاحنات لنقل الأفراد بشكل أسرع، فضلاً عن نقل السجناء المحدود، وشاحنات وحافلات نقل السجناء. يتم استخدام المركبات المستأجرة التي لا تحمل علامات الجيش في المهام السرية. وفيما يلي قائمة بالمركبات التي يستخدمها السلك اعتبارًا من عام 2008.

### سيارات الدورية
- دايهاتسو أبلاوس ، لم تعد مستخدمة
- رينو ميجان ، لم تعد مستخدمة
- شيفروليه أوبترا ، لم تعد مستخدمة
- سوبارو B4 ، لم تعد مستخدمة
- فورد مونديو ، لم تعد مستخدمة
- كيا ريو 2012 لم تستخدم بعد
- هيونداي i35 النترا 2013 (مستعملة من قبل وحدة ياملات فقط)
- هيونداي i25 2017
- كيا سيد سبورتس واجن 2018

### دراجات نارية
- دراجة Moto-Guzzi V50 بمحرك V-twin مثبت بشكل طولي بزاوية 90 درجة (500)، لم تعد مستخدمة.
- بي ام دبليو R80 بمحرك بوكسر مكون من أسطوانتين (800)، لم تعد مستخدمة.
- هوندا CBX750 بمحرك 4 أسطوانات متتالية (750)، لم تعد مستخدمة.
- هارلي ديفيدسون سبورتستر بمحرك إيفولوشن (883)

### شاحنات متعددة الأغراض
- فورد ترانزيت
- فورد E350 "إيكونولاين"
- شيفروليه سافانا

### نقل السجناء
- DT 466 الدولي
- حافلة سلسلة RE الدولية

## الوحدات والقواعد

### الوحدات الإقليمية
الوحدات التالية هي جزء من الفيلق، ولكنها تابعة مهنيا فقط لمقر ضباط الشرطة العسكرية الرئيسيين. وبدلاً من ذلك، فهم يخضعون لسلطة القادة الإقليميين (رؤساء القيادات الشمالية والوسطى والجنوبية). وتتولى الوحدات قيادة ضباط برتبة مقدم، وتتعامل بشكل رئيسي مع إنفاذ القانون واعتقال المتغيبين دون إذن، ولكنها تستخدم أيضاً مراكز احتجاز صغيرة للسجناء الإسرائيليين و(في حالة القيادة المركزية) أيضاً للسجناء الفلسطينيين. وتنقسم كل وحدة إلى عدة قواعد: مقرها الرئيسي، ومحطات الشرطة الإقليمية المنتشرة في جميع أنحاء البلاد.
كما أن قاعدة الشرطة العسكرية في قاعدة هيئة الأركان العامة ( متكال ) (معسكر رابين/هكيريا) في تل أبيب تابعة مهنياً فقط لمقر هيئة الأركان، وتخدم مباشرة قائد معسكر رابين، برتبة عقيد.

#### القيادة الشمالية
- مقر القيادة الشمالية (390)
- الشرطة العسكرية في مرتفعات الجولان (معسكر فيلون)، مرتفعات الجولان
- الشرطة العسكرية حيفا (معسكر الجلمة)، حيفا

#### القيادة المركزية
- مقر القيادة المركزية (391) (معسكر عناتوت)، بالقرب من القدس
- الشرطة العسكرية دان (معسكر يعقوب دوري )، تل هشومير
- الشرطة العسكرية في القدس، يهودا والسامرة (معسكر عناتوت)، بالقرب من القدس
- الشرطة العسكرية يوآف (معسكر بارليف)، بالقرب من كريات ملاخي

#### القيادة الجنوبية
- مقر القيادة الجنوبية (392) ( معسكر تيمان )
- الشرطة العسكرية أشيل ( معسكر تيمان )
- الشرطة العسكرية في النقب ( معسكر أرييل شارون )، بالقرب من بئر السبع
- الشرطة العسكرية في إيلات (معسكر يوتام)، بالقرب من إيلات

### الوحدات التابعة لقائد الفيلق

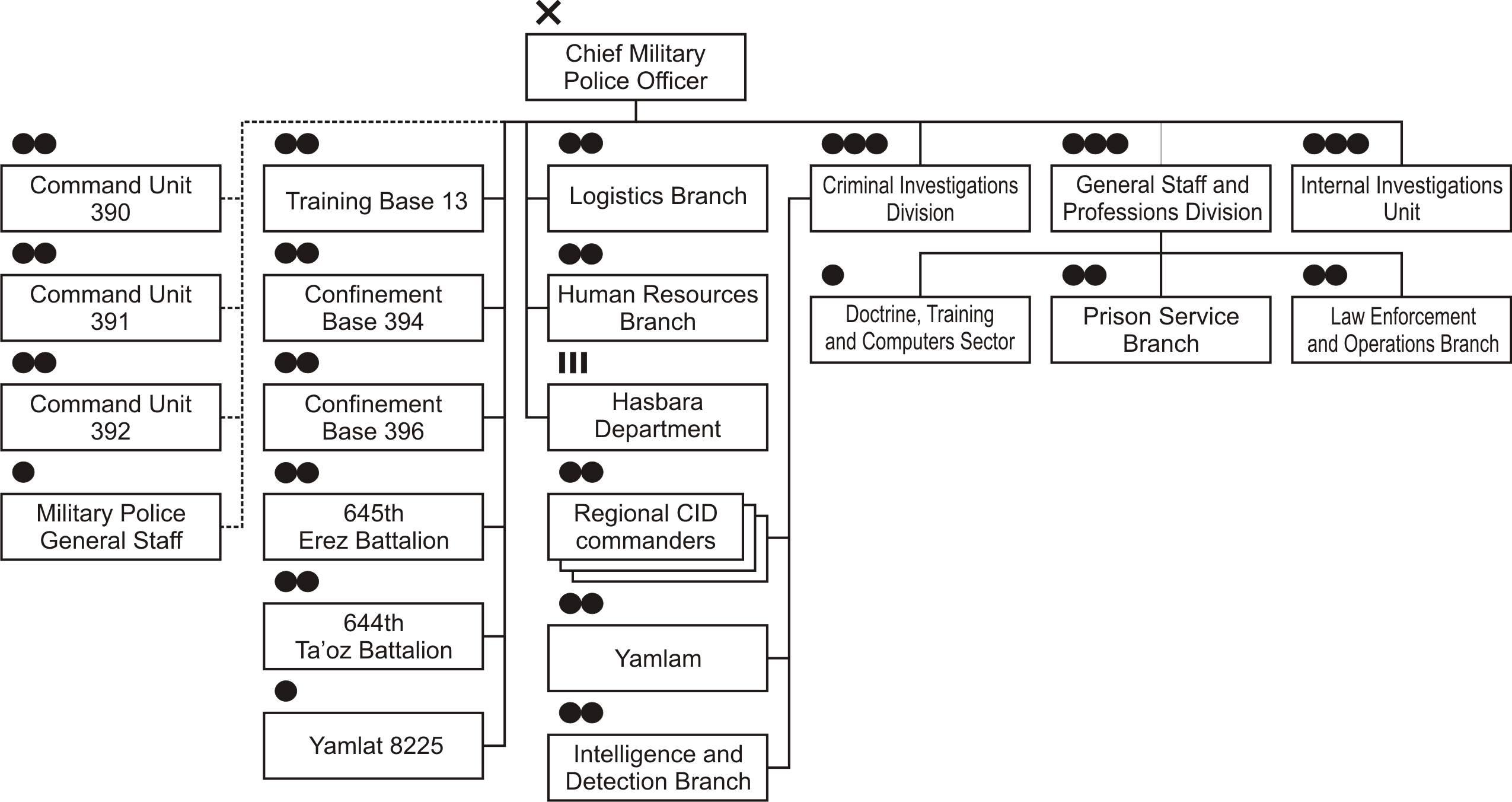
هيكل مقر الشرطة العسكرية

وتتولى قيادة الوحدات التالية ضباط برتبة مقدم (باستثناء وحدة الياملات ، التي تخضع لرتبة رائد)، والذين بدورهم يخضعون مباشرة لضابط الشرطة العسكرية الرئيسي.
- السجن الرابع - قاعدة الاحتجاز 394 (معسكر يادين)، تسريفين (قطاع السجون)
- السجن السادس - قاعدة الاحتجاز رقم 396، عتليت (قطاع السجون)
- كتيبة إيرز (قطاع الفحص الأمني)
- كتيبة التعز (قطاع التفتيش الأمني)
- بهاد 13 ( معسكر أرييل شارون )، بالقرب من بئر السبع (قاعدة تدريب)
- يملات 8225 (معسكر موتا غور)، كفار يونا (قطاع تطبيق القانون)

### المقر الرئيسي
The Chief Military Police Officer 's headquarters ( العبرية: מפקדת קצין משטרה צבאית ראשי , ميفكيدت كتزين مشتارة تسفعيت راشي, abbr. تقع M e k a mtz a r ، والمعروفة أيضًا باسم الوحدة 171) في معسكر يعقوب دوري ( تل هشومير ). وبالإضافة إلى الوحدات المذكورة أعلاه والتي تتبع لها مباشرة، هناك عدد من الوحدات داخل المقر، والتي تشرف بشكل رئيسي على الجانب المهني من السلك.

#### وحدات الموظفين
فيما يلي وحدات الأركان الموجودة في معظم جيش الدفاع الإسرائيلي والتي تتواجد أيضًا في مقر الشرطة العسكرية (رتبة القائد بين قوسين):
- فرع الموارد البشرية (الرئيسي)
- قطاع الحاسبات (الرئيسي)
- قطاع الاتصالات (الرئيسي)
- قطاع الخدمات اللوجستية (الرئيسي)
- قسم هاسبارا (رئيسي)

#### قسم العمليات
يرأس قسم العمليات عقيد ويتكون من ثلاثة فروع رئيسية، والتي تنقسم بدورها إلى أقسام متخصصة (رتبة القائد بين قوسين):
- فرع إنفاذ القانون والعمليات (مقدم)
  - إدارة إنفاذ القانون والمرور (رئيسية)
  - قسم الفحص الأمني
  - قسم الجريمة
  - قسم الهاربين (ملازم)
  - غرفة عمليات الشرطة العسكرية
- فرع مصلحة السجون (مقدم)
  - قسم قواعد الاحتجاز (تخصص رئيسي)
  - قسم المعتقلين
  - مقر قطاع السجون/غرفة العمليات
- قطاع العقيدة والتدريب والحاسب الآلي (تخصص رئيسي)

### شعبة التحقيقات الجنائية (متزاح)
شعبة التحقيقات الجنائية تُشكّل وحدةً واحدة (الوحدة ٦٠١٥) تُزاوج بين الأداء المهني والعملياتي، وتتبع لرئيس سلاح الشرطة العسكرية. تحت هذه الشعبة تنتظم وحداتٌ إقليميّة فرعيّة، على غرار وحدات تنفيذ القانون الميدانيّة، وتُقسَّم بدورها إلى محطاتٍ مناطقيّة قريبةٍ غالبًا من قواعد تنفيذ القانون المناظرة.
قيادة الشمال
- متزاح بيرانيت (فرقة ٩١)، بيرانيت
- متزاح حيفا (معسكر جلامِه)، حيفا
- مقر متزاح الشمال، حيفا
- متزاح رامات هچولان (معسكر فيلون)، مرتفعات الجولان

القيادة المركزية
- مقر متزاح المركز (معسكر يَدين)، تسريفين
  - الوحدة المركزيّة (العبرية: ימ"ר מרכז، «يمار مركز»)
  - وحدة حوادث السير المركزيّة
- متزاح دان (معسكر يدين)، تسريفين
- متزاح القدس (معسكر عناتوت)، القدس
- متزاح شارون وشومرون (معسكر موتا غور)، كفار يونا
- متزاح يوآف (معسكر بار-ليف)، قرب قريات ملاخي

قيادة الجنوب
- متزاح عَرابة (قاعدة عوفدا الجوّية)، عَرابة
- متزاح بئر السبع (معسكر ناثان)، بئر السبع
- مقر متزاح الجنوب (معسكر ناثان)، بئر السبع
- متزاح أوريم، قرب أوفاكيم

الوحدة المركزية للتحقيقات الخاصة
- يملام، «البيت الأخضر»، يافا

### القواعد السابقة

#### التدريب
أُنشئ بهاد ١٣ في تسريفين عام ١٩٥٤، ثم نُقل إلى قاعدة قرب قدوميم ونابلس سنة ١٩٦٩، وأعيد نقله إلى معسكر موتا غور قرب كفار يونا عام ١٩٩٥.

#### تنفيذ القانون
كما هو الحال اليوم، وُجدت ثلاثُ محطات تنفيذ قانون في وحدة القيادة الشمالية (٣٩٠). وفي أوائل الألفية الثانية تقرّر دمجها في قواعد أكبر لأسباب اقتصادية:
- شرطة عسكرية جَدوت قرب كيبوتس جدوت → نُقلت إلى معسكر فيلون (شرطة مرتفعات الجولان).
- شرطة عسكرية نِشر قرب نيشر → نُقلت إلى معسكر جلامِه (شرطة حيفا).
- شرطة عسكرية طبريا قرب طبريا → نُقلت إلى معسكر شمشون (شرطة همعكيم).

إثر عملية سلامة الجليل أُنشئت قواعد إضافيّة في لبنان بالتنسيق مع قوات الأمن الإسرائيلية، أبرزها في صور وصيدا.
قبل ١٩٨٠ وُجدت قاعدة شرطة عسكرية في تل أبيب وقاعدة أخرى في تسريفين. مع تأسيس «يملات» أُلغيت قاعدة تل أبيب ونُقل نشاطها إلى تل هشومير تحت اسم «شرطة دان»، بينما حلت وحدة «يملات» محلّ القاعدة القديمة في تسريفين كوحدة تنفيذ قانون، وتسلّمت القيادة المركزية مهام مركز التوقيف في الموقع ذاته.
بين عامَي ٢٠٠٤ و٢٠٠٧ انتقل المقرّ الرئيسي للوحدة من تسريفين إلى معسكر عناتوت (بين القدس ومعاليه أدوميم)، وانتقلت معه شرطة القدس بعد إخلاء معسكر شنلر داخل المدينة.
كما وُجدت قاعدة في غور الأردن تُعرف بشرطة الأردن؛ أُغلقت لانعدام الحاجة.
قبل إعادة تنظيم السلاح بعد اتفاقيات أوسلو، وُجدت قاعدة شرطة عسكرية في قطاع غزة باسم شرطة غزة؛ فُكِّكت وسُلّمت إلى السلطة الفلسطينية، وقُسِمت المهام بين شرطة أوريم وشرطة إيريز. لاحقًا دُمجت شرطة إيريز في وحدة «سيرپاد» القتالية وانتقلت إلى قاعدة جديدة.

#### الوحدات القتالية
عقب اتفاقيات أوسلو وتصاعد الاحتكاك بين السكان اليهود والفلسطينيين، أُنشئت ثلاثُ سرايا قتالية لحفظ النظام في المستوطنات:
- «سَهلاف» (السَرية ٦٠) و«سَيْفان» تحت القيادة المركزية (٣٩١) متمركزتان في الخليل ومنطقة بنيامين على التوالي.
- «سيرپاد» تحت القيادة الجنوبية (٣٩٢)، بدأت في قاعدة فرقة غزة ثم نُقلت إلى نيسانيت بعد دمجها مع شرطة إيريز.[23]

مع تفاقم المواجهات، تولّت هذه السرايا اعتقال ونقل فلسطينيين، مما خالف اختصاصها الأصلي، فحُلّت «سَيْفان» و«سيرپاد» عند اندلاع الانتفاضة الثانية، بينما استمرت «سَهلاف» حتى ديسمبر ٢٠٠٥، وكانت أول وحدة في الجيش تُدرّب المجندات على القتال قبل تأسيس كتيبة «كاراكال».

## القيادة

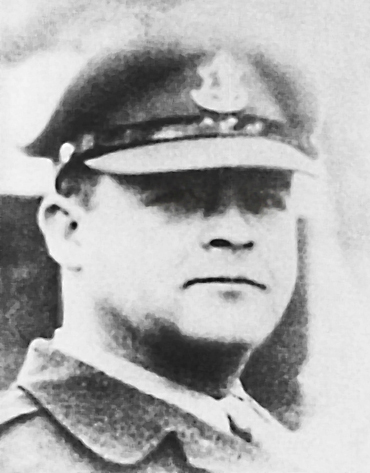
العقيد المساعد داني ماغين، أول قائد للسلاح

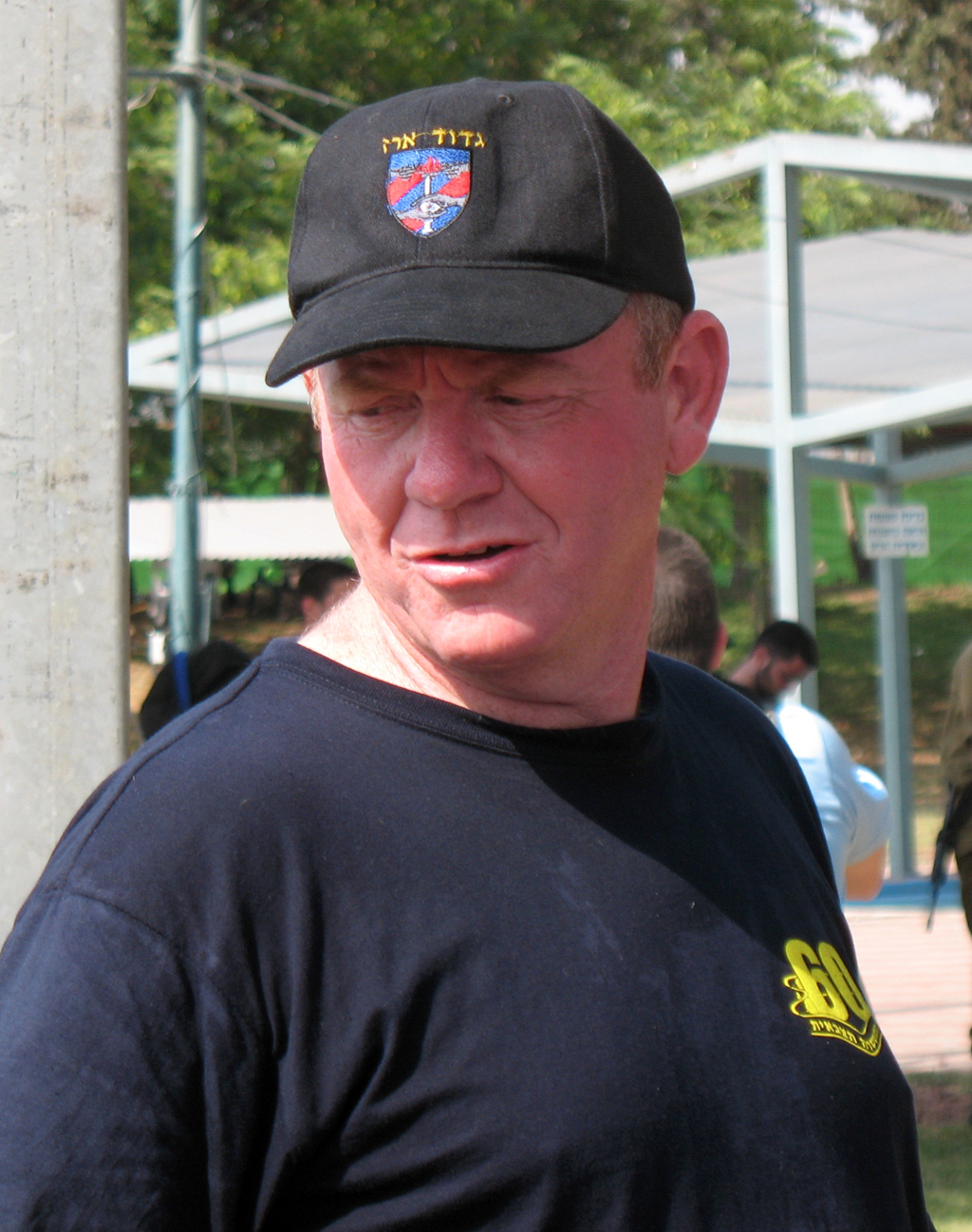
العميد روني بَني، قائد السلاح ٢٠٠٥–٢٠٠٩

يترأس السلاح **رئيس الشرطة العسكرية** (العبرية: קצין משטרה צבאית ראשי، «كتسين ميشتارا تسفايت راشي»، اختصارًا «كامتزار»)، وهو ما يُقابل رتبة «مراقب عام» في الأنظمة الأنجلوسكسونية. يعمل رئيس السلاح وطاقم القيادة في مقر «ميكامتزار».
أُسِّس المنصب سنة ١٩٥٠ برتبة عقيد، ثم رُفع إلى عميد عام ١٩٧٤.

### قائمة رؤساء الشرطة العسكرية
| الرتبة       | الاسم           | السنوات                | أهم الأحداث أثناء الولاية                                       |
| ------------ | --------------- | ---------------------- | --------------------------------------------------------------- |
| عقيد مساعد   | داني ماغين      | ١٩٤٨ – ٥/١٩٥٠          | تأسيس السلاح، حرب ١٩٤٨، إنشاء سجن ٤                             |
| عقيد         | يوسف پرسمن      | ٥/١٩٥٠ – ٥/١٩٥١        |                                                                 |
| عقيد         | باروخ يتسحار    | ٥/١٩٥١ – ١٠/١٩٥٤       |                                                                 |
| عقيد         | تسفي-شمعون شفير | ١٠/١٩٥٤ – ٩/١٩٦٠       | أزمة السويس، إنشاء سجن ٦                                        |
| عقيد ثم لواء | رفائيل فاردي    | ٩/١٩٦٠ – ٨/١٩٦٢        |                                                                 |
| عقيد         | إسرائيل كرمي    | ٨/١٩٦٢ – ٩/١٩٧١        | حرب الأيام الستة، حرب الاستنزاف                                 |
| عميد         | زلمن فاردي      | ٩/١٩٧١ – ٤/١٩٧٦        | حرب يوم الغفران                                                 |
| عميد         | بنيامين إنبار   | ٤/١٩٧٦ – ١٠/١٩٧٧       |                                                                 |
| عميد         | باروخ أربيل     | ١٠/١٩٧٧ – ٩/١٩٨٠       |                                                                 |
| عميد         | حاييم جرانيت    | ٩/١٩٨٠ – ٤/١٩٨٢        |                                                                 |
| عميد         | مئير جيڤا       | ٤/١٩٨٢ – ٨/١٩٨٥        | حرب لبنان الأولى                                                |
| عميد         | أمير إليميلخ    | ٨/١٩٨٥ – ٣/١٩٨٩        | الانتفاضة الأولى                                                |
| عميد         | شالوم بن موشيه  | ٣/١٩٨٩ – ٢٢/١١/١٩٩١    | حرب الخليج، تغيير مظهر الشرطة وإلغاء الخوذة البيضاء             |
| عميد         | مردخاي بيرن     | ٢٢/١١/١٩٩١ – ١٦/٣/١٩٩٥ | اتفاقيات أوسلو                                                  |
| عميد         | نير-آم جولدبروم | ١٦/٣/١٩٩٥ – ٣٠/٧/١٩٩٨  |                                                                 |
| عميد         | يورام تساخور    | ٣٠/٧/١٩٩٨ – ٢٠٠٢       | الانتفاضة الثانية                                               |
| عميد         | ميكي بارئيل     | ٢٠٠٢ – ١٥/٩/٢٠٠٥       | عملية «أزرق-أبيض»، خطة الانفصال الأحادي                         |
| عميد         | روني بَني        | ١٥/٩/٢٠٠٥ – ١٠/٩/٢٠٠٩  | نقل سجون مجدّو، كتسيعوت وعوفر إلى مصلحة السجون                   |
| عميد         | مئير أوهانا     | ١٠/٩/٢٠٠٩ – ٢٠١٣       |                                                                 |
| عميد         | جولان ميمون     | ٢٠١٣ – ٨/٩/٢٠١٦        | عملية «الجرف الصامد»، نقل بهاد ١٣ إلى «مدينة القواعد التدريبية» |
| عميد         | ران كوخاب       | ٨/٩/٢٠١٦ – ٨/٨/٢٠١٨    |                                                                 |
| عميد         | يائير باركِت     | ٨/٨/٢٠١٨ – ٢٦/٧/٢٠٢١   |                                                                 |
| عميد         | أڤيحاي مايبار   | ٢٦/٧/٢٠٢١ – حاليًا      |                                                                 |

## أفراد بارزون خدموا في الشرطة العسكرية
- يتيش «تيتي» أييناو – عارضة أزياء، ملكة جمال إسرائيل ٢٠١٣
- آسِي عازر – مذيع تلفزيوني
- ليراز درور – عارضة أزياء
- نداف هانفِلد – لاعب كرة سلّة
- رامي هوبرجر – ممثل وكوميديان
- صهيون ماريللي – لاعب كرة قدم
- شمعون مزراحي – رئيس نادي مكابي تل أبيب لكرة السلة
- هيلا نحشون – مقدمة برامج وعارضة أزياء
- أمير أوهانا – ناشط وسياسي وعضو كنيست
- أڤرهام بوراز – سياسي ووزير سابق
- يونا ياهف – سياسي؛ رئيس بلدية حيفا منذ ٢٠٠٣

## قراءة إضافية
- هاريل، تسفي (1982) – جيش الدفاع الإسرائيلي في فيلقه: موسوعة الجيش والأمن (المجلد 16) – الشرطة العسكرية
- آشر، داني (2008) – الأحمر والأزرق – قصة فيلق 1948–2008

## روابط خارجية
- Military police website (بالعبرية)

قالب:Law enforcement in Israel